# Église Sainte-Marthe des Quatre-Chemins
L'église Sainte-Marthe des Quatre-Chemins est une église catholique construite à partir de 1876.
L'église est située 118, avenue Jean-Jaurès, l'ancienne Route de Flandre, à Pantin, en France, dans le département de la Seine-Saint-Denis . C'est l'église du quartier des Quatre-Chemins (l'église Saint-Germain de Pantin est la vieille église de Pantin, dans le centre-ville).

## Histoire: la difficile construction de l'église 1876-1902

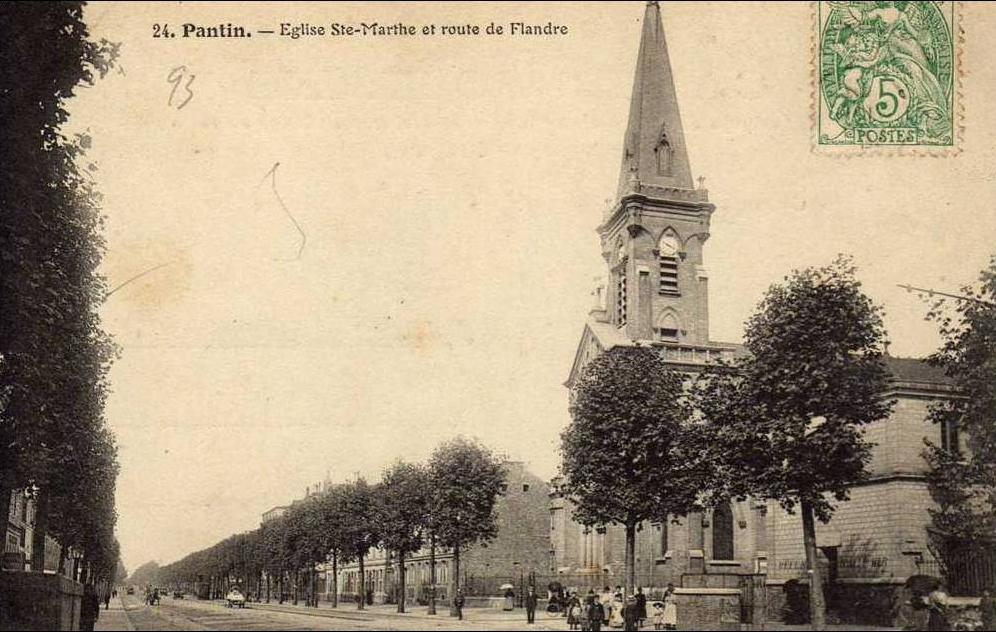
Pantin, avenue Jean-Jaurès et église Sainte-Marthe, vers 1910.

Sa construction prend de nombreuses années dans un contexte politique difficile.

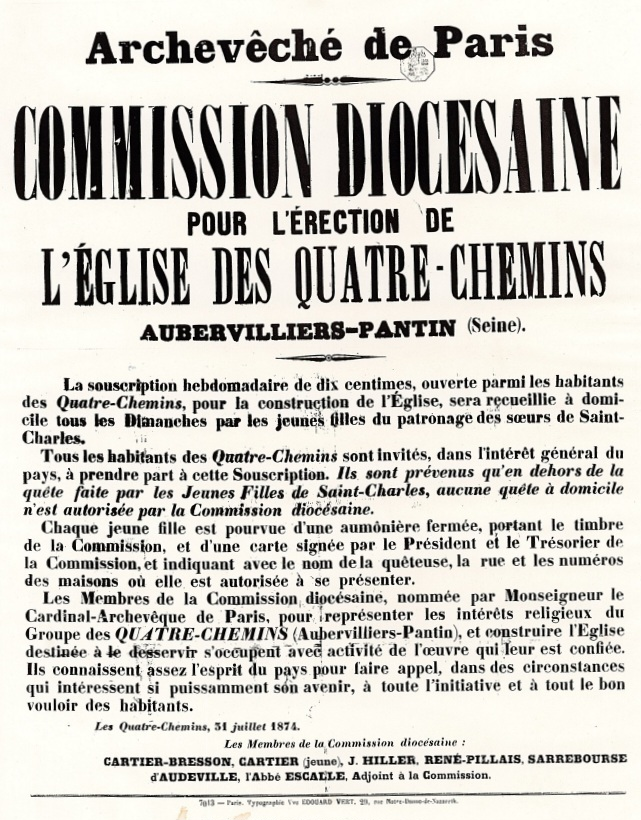

A la demande de notables locaux, la paroisse des Quatre-Chemins est érigée par le cardinal Joseph Hippolyte Guibert le 11 janvier 1875, conformément au décret présidentiel du 19 décembre 1874. La création de l'église Sainte-Marthe répond à la nécessité d'implanter un lieu de culte dans le quartier industriel et laborieux des Quatre-Chemins. Mais les municipalités d'Aubervilliers et de Pantin, craignant que la création de la paroisse, dont le territoire s'étend sur les deux communes, soit un premier pas vers la création d'une nouvelle commune, vont s'opposer à l'existence de cette nouvelle paroisse.
La titulature de l'église vient du nom d'une enfant morte en bas âge de Claude Cartier et de Marie Bresson: ils fondèrent une filature de coton, Route des Flandres à Pantin, puis des écoles pour les enfants de leurs employés, dotés de deux chapelles, dont une chapelle Sainte-Marthe.
La paroisse dispose alors de la chapelle de l'école Sainte-Marthe tant que l'église n'est pas construite.
La première pierre de l'église est posée par l'abbé Escalle le 12 mai 1876. Le chœur et trois travées de la nef sont bénis le 29 juin 1879.
La paroisse est supprimée par décret présidentiel du 6 décembre 1879 au motif que celle-ci n'a toujours ni église ni presbytère, ce qui est partiellement faux pour l'église. Le statut de l'église reste en suspens jusqu'au décret du 12 janvier 1885 qui l'érige en chapelle de secours de la paroisse Saint-Germain de Pantin.
La loi du 5 avril 1884 n'oblige plus les communes à participer à la construction des églises. C'est pourquoi les travaux reprennent en 1897, dix-sept ans après l'ouverture de Sainte-Marthe au culte, à l'instigation de l'abbé Gérard, curé de Pantin. La bénédiction a lieu le 3 avril 1898.
L'abbé Léon Runner fait édifier le clocher en 1902 et les cloches sont bénites le 6 juillet 1902 par le cardinal François Richard de La Vergne
En 1905 la loi de la séparation de l'Église et de l'État est votée. Le cardinal Richard "usant de la liberté laissée par la séparation e l'Eglise et de l'Etat, put ériger de nouveau sainte Marthe en paroisse le 27 janvier 1907" (citation de la plaque installée à l'entrée de l'église le 4 juin 1926 pour les 50 ans de la pose de la première pierre).

## Architecture, peinture et mobilier

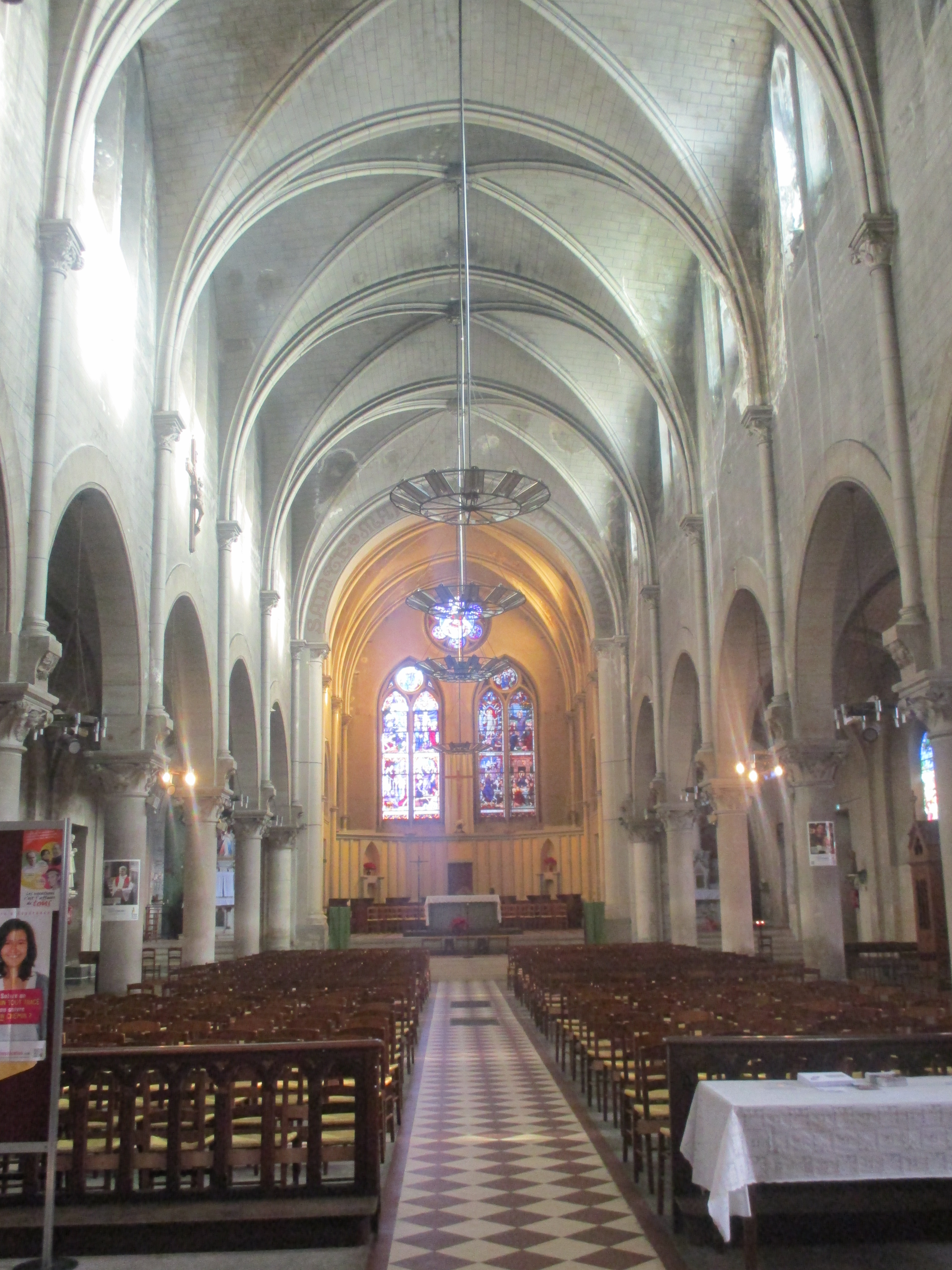
Nef de l'église Sainte-Marthe.

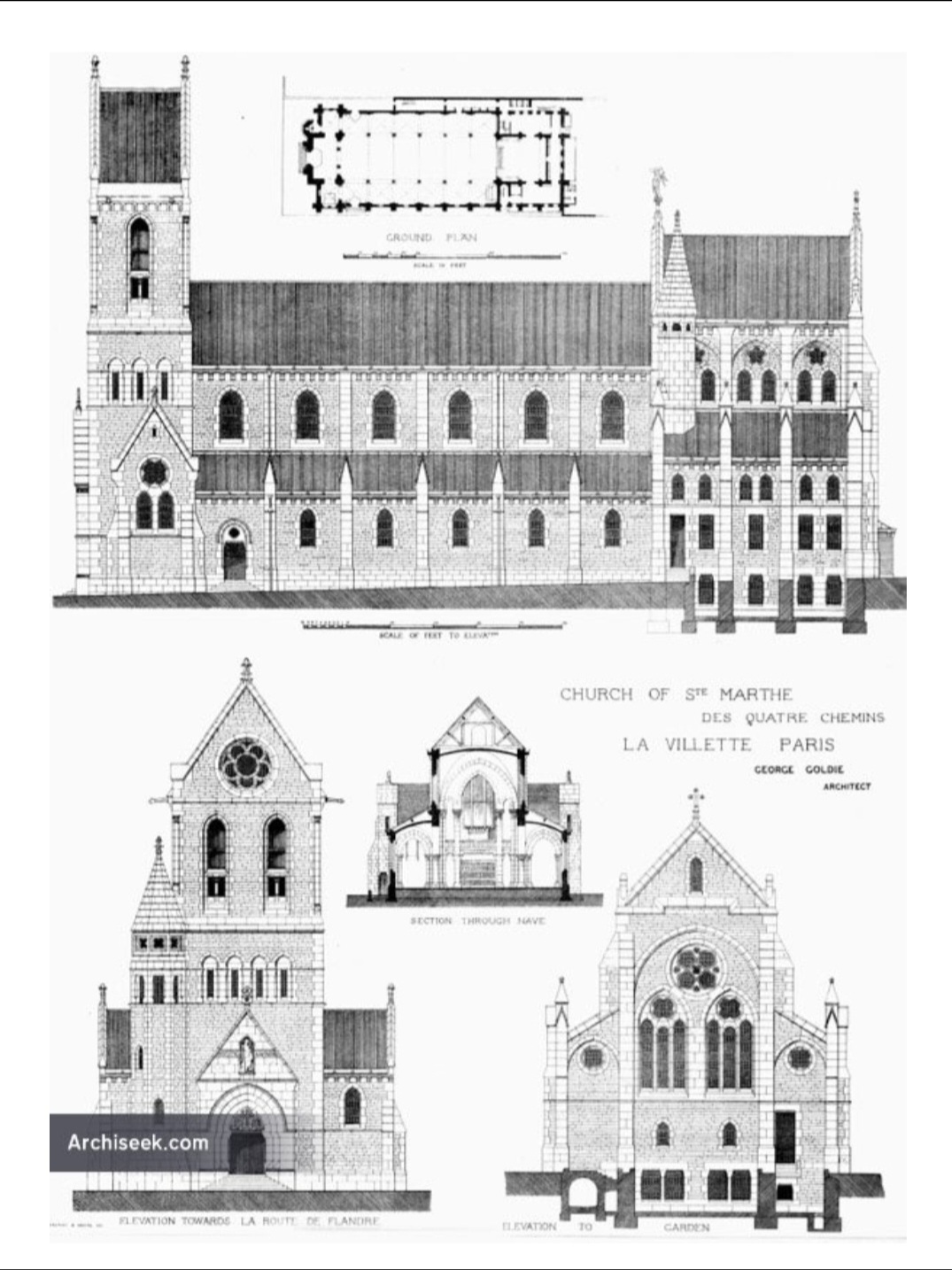
Premier plan et élévations

L'église est construite sur les plans de l'architecte anglais George Goldie puis à la reprise des travaux en 1878 sous la direction d'Édouard Delebarre-Debay et enfin en 1898 de M. Gérard, architecte municipal d'Aubervilliers.
En plan, c’est un rectangle composé d’un narthex, d’une nef de six travées avec bas-côtés, d’un chœur surélevé de trois travées, terminé par un chevet plat. Un large portail néogothique, surmonté d’arcatures et d'une rose, permet de pénétrer dans l’église. Il est dominé par un clocher haut et mince qui s'élève au-dessus du narthex. Au-dessus de la rose est sculpté un Sacré-Cœur. Les inscriptions sont gravées autour de la rose et au-dessus de la porte: "Cor Jesu Sacratissimum miserere nobis"  et "Sancta Martha Ora pro nobis". Des colombes et une frise de vigne complètent discrètement l'ornementation.
Le narthex sous tribune est séparé de la nef par des piliers massifs décorés de frise formant chapiteaux - avec des inscriptions: à droite, "Domus mea domus orationis vocabitur", une croix, le visage de l'abbé Runner et un cœur penché enserré dans la couronne d'épines; à gauche "Hic Domus Dei est et porta coeli" , un calice, le visage d'une jeune fille et un encensoir. Il est voûté d’arêtes dans la partie centrale et en berceau sur les bas-côtés; de chaque côté, une chapelle de la largeur des bas-côtés de la nef : le baptistère (les chapiteaux portent une colombe et un cœur surmonté d'une croix entouré d'une couronne d'épines) et la chapelle des Morts.

Les colonnes de la nef sont surmontées de larges chapiteaux, décorés de feuilles et de fleurs, et pour les deux premiers, d'une colombe tenant une hostie et d'un agneau pascal; ils reçoivent les retombées des grandes arcades en plein cintre et une colonnette qui, montant jusqu’à la base des fenêtres hautes jumelées, reçoit les branches d’ogives d’une voûte barlongue ainsi que les doubleaux. Les bas-côtés sont voûtés d’arêtes et éclairés d’une fenêtre en plein cintre par travée.

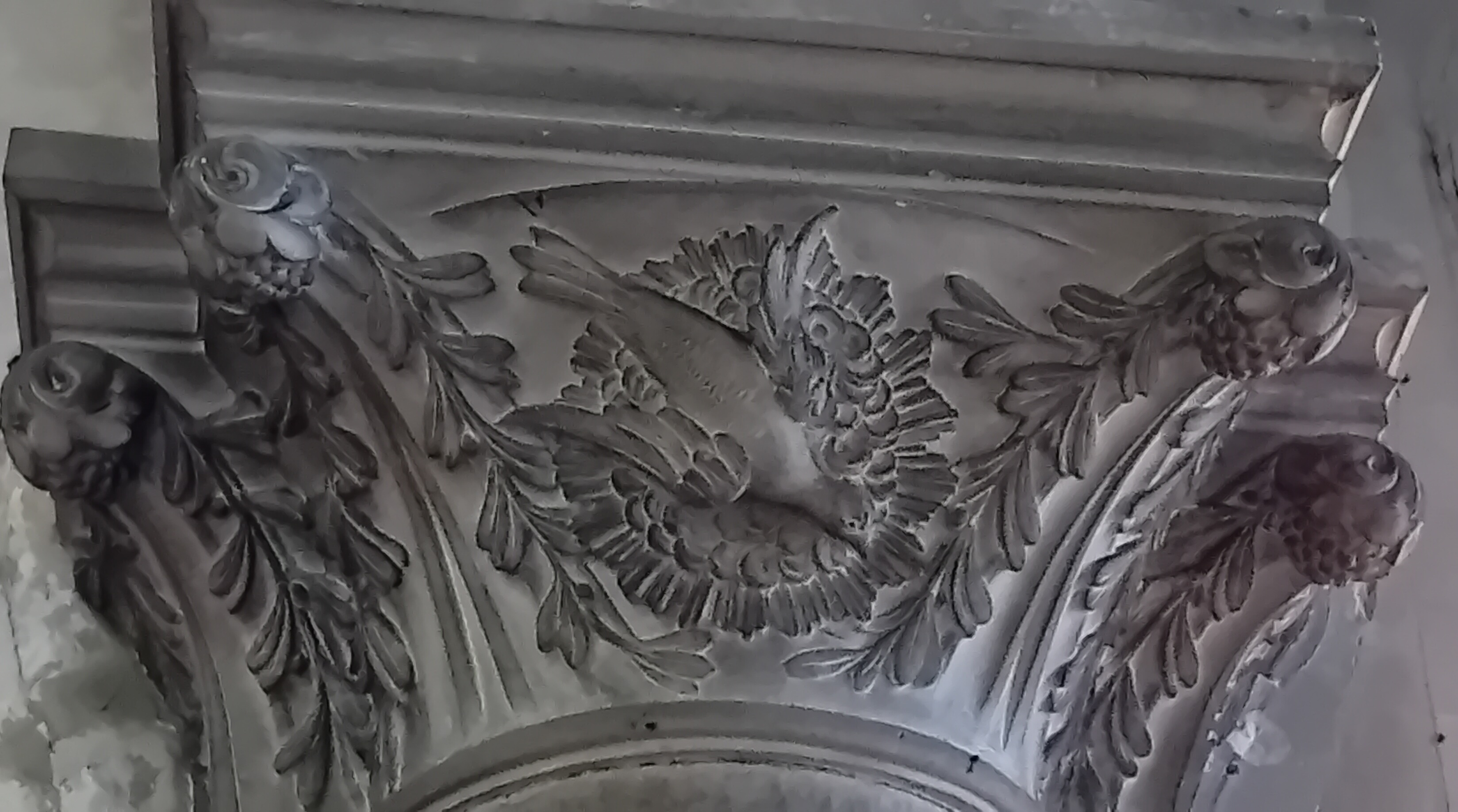
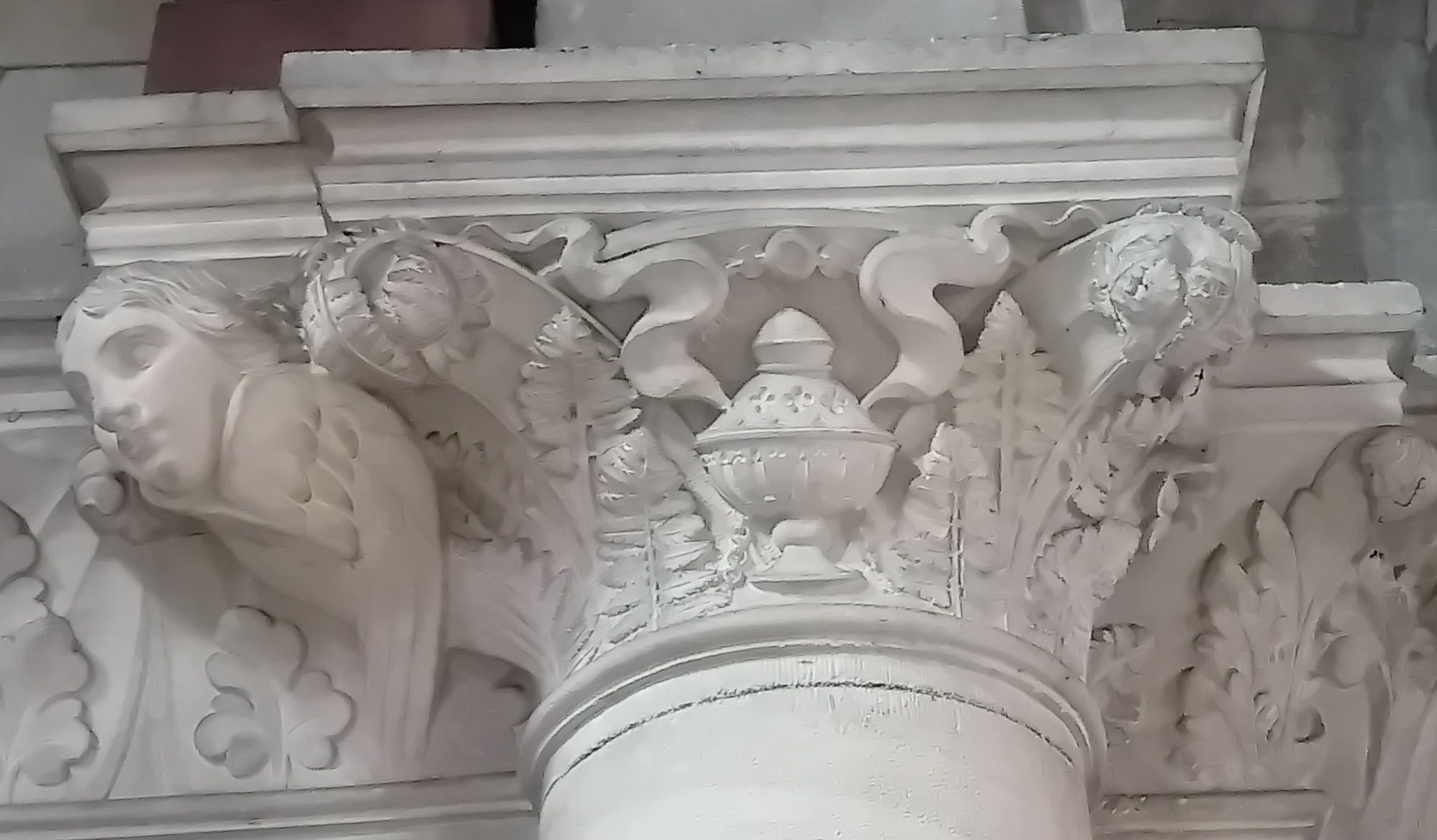
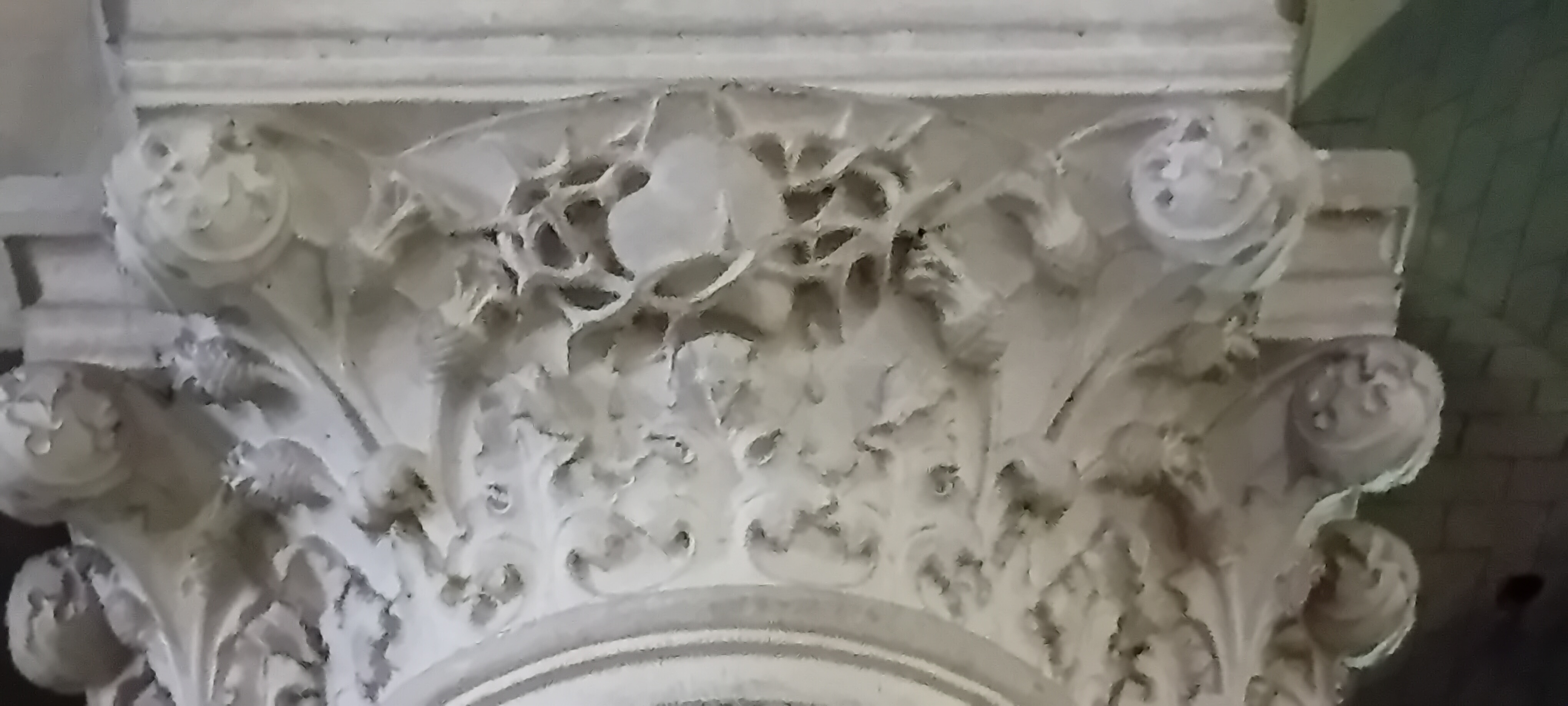
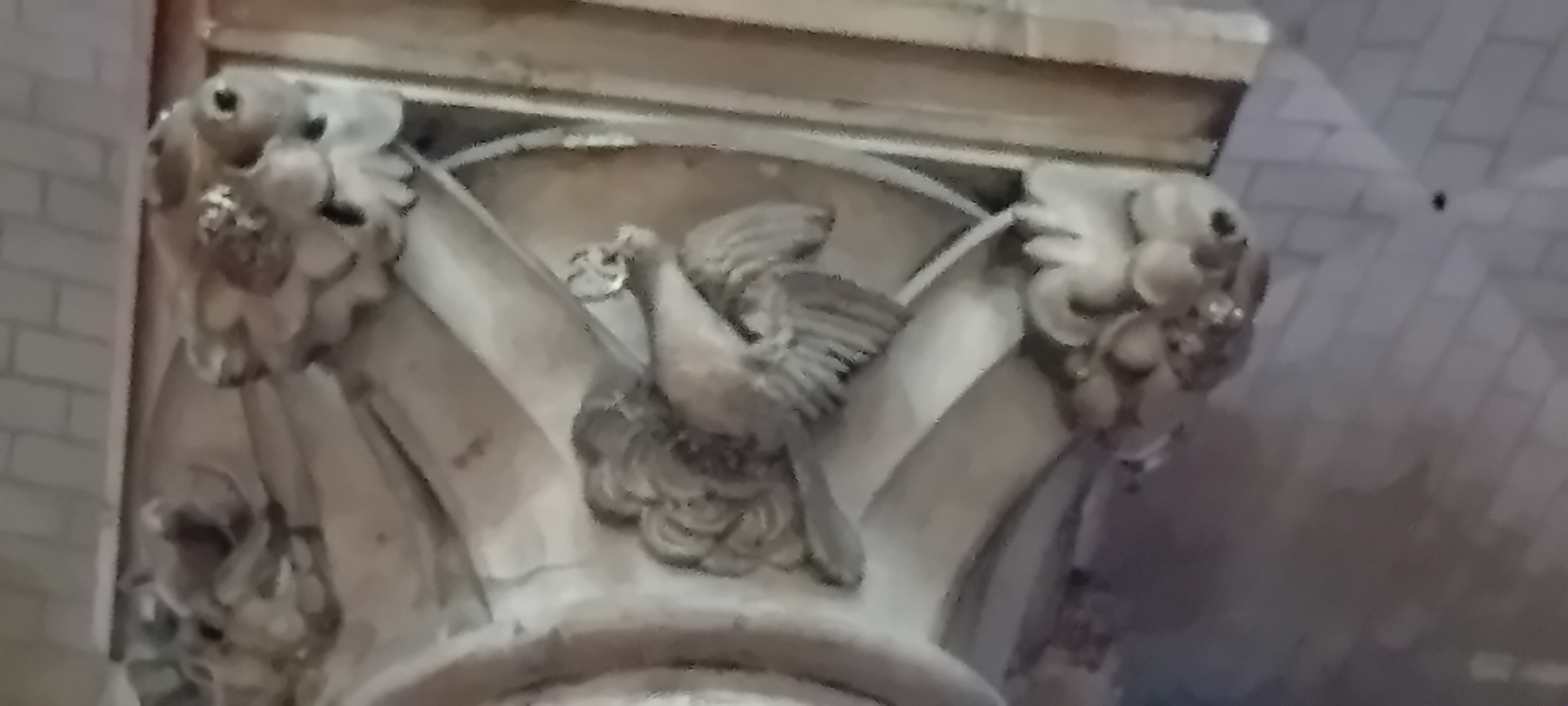
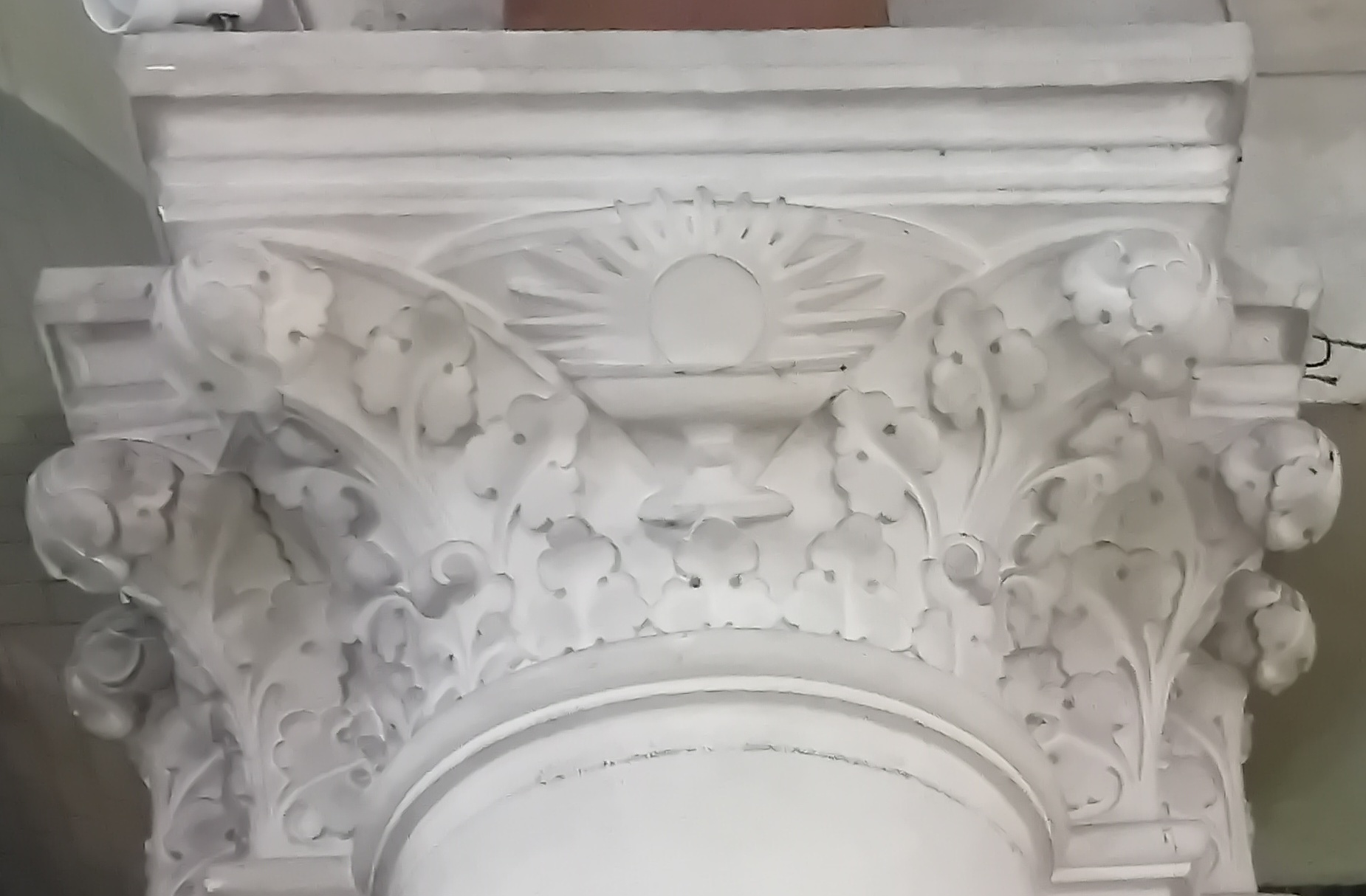

Le chœur, surélevé de quelques marches, se compose de trois travées moins larges que celles de la nef et dont les grandes arcades, en arc brisé, sont séparées par de hautes colonnettes d’appareil qui partent du sol, montant jusqu’à la base des fenêtres hautes, où des chapiteaux reçoivent les retombées des voûtes. Le chevet est percé de deux hautes fenêtres à lancettes surmontées chacune d’un oculus.

Dans le sanctuaire, quatre tableaux de Paul Darbefeuille (1891): Jésus chez Marthe et Marie; la Résurrection de Lazare; sainte Marthe avec sa sœur Marie-Madeleine et son frère Lazare voguant vers le sud de la France; sainte Marthe terrassant le dragon Tarasque à Tarascon.

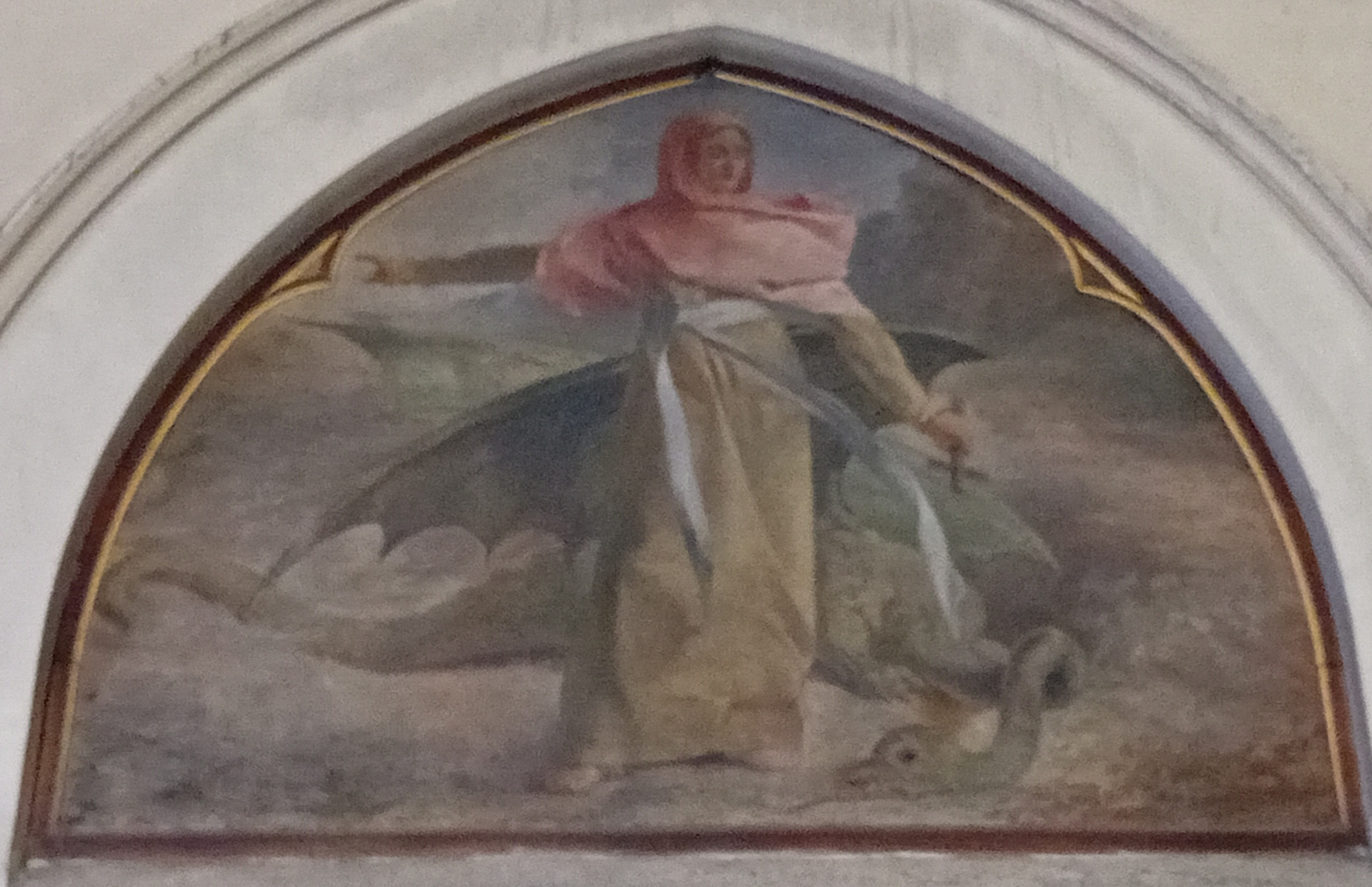
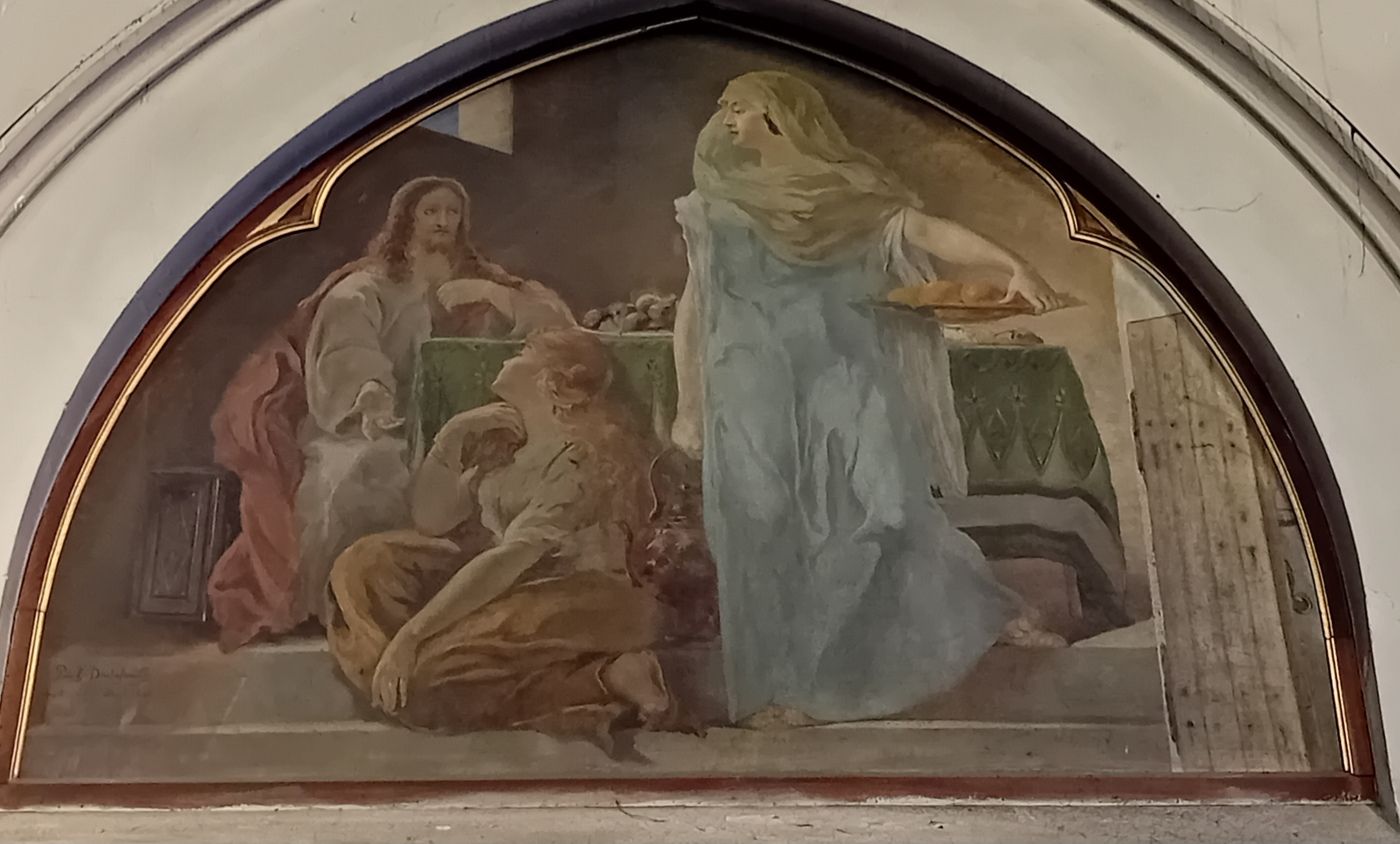

Les fresques d'André Mériel-Bussy (1902-1984): L'Annonciation (chapelle de la Vierge) et La Nativité (chapelle de Saint-Joseph, avec une statue moderne de sainte Marthe) de chaque côté du chœur ont été peintes en 1956. Ce peintre a aussi réalisé dans un style post-cubiste le chemin de croix dans l'église et dans la salle des mariages quatre fresques: l'adoration des bergers, l'Épiphanie, la Visitation, la sainte Famille. Grand peintre du sujet sacré, influencé par les Nabis et les Cubistes, Mériel-Bussy veut un style lisible de tous, adapté au sentiment de ses racines bretonnes et à la certitude de la divinité tout en s'orientant vers la simplification forte du langage pictural. En réalisant de nombreux grands décors muraux, il retrouve là l’antique tradition des parois peintes des basiliques et des cathédrales. Stylisées et denses dans leur volume, les stations du chemin de croix de l'église Sainte-Marthe de Pantin, conclusion d’une carrière qui a vu l’ornementation de plusieurs dizaines d’églises, forment une synthèse de toutes ces pensées.  

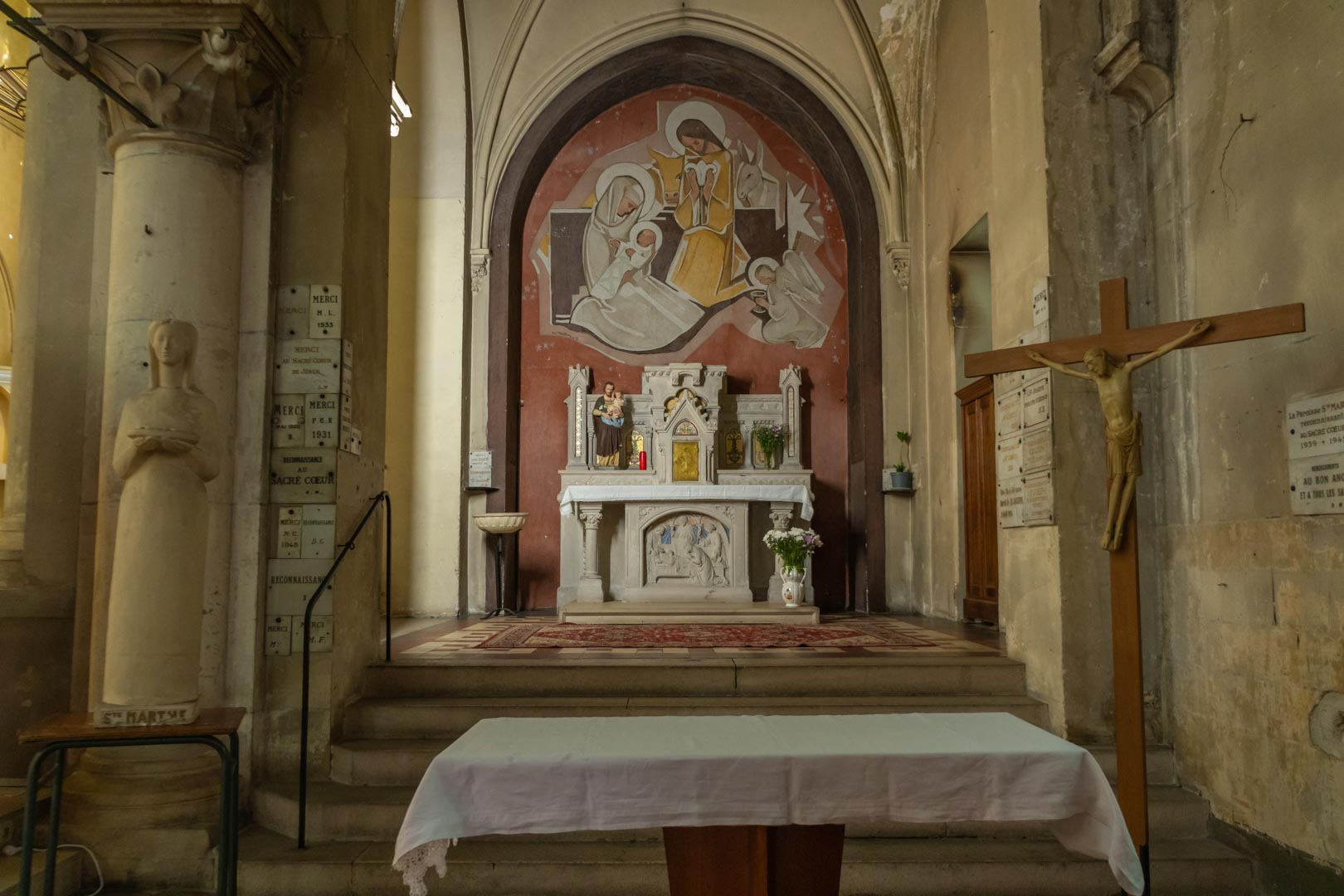
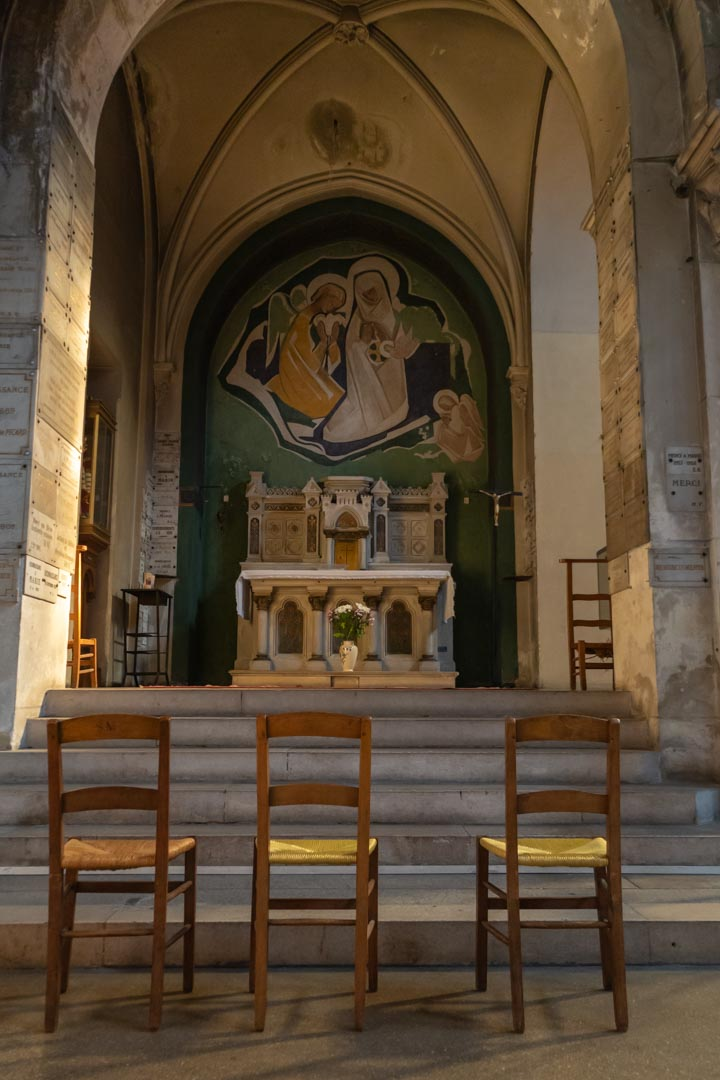

Le mobilier d'origine de l'église a en grande partie disparu : l'autel et la chaire ont été démolis. Il y a toujours dans l'église le baptistère, les confessionnaux et les stalles. Suivant les prescriptions du second concile du Vatican, un autel, un ambon et une croix ont été installés : l'autel a été consacré le dimanche 5 mai 1968 par Jacques Le Cordier, évêque de Saint-Denis-en-France. L'ambon et la croix ont depuis disparu. Les bénitiers à l'entrée de l'église, les 8 stalles et la porte latérale rue Condorcet sont marqués de la croix de Lorraine (est-ce un hommage aux nombreux habitants venant d'Alsace Lorraine et installés aux Quatre-Chemins après l'annexion de 1870, si nombreux que le quartier fut surnommé la Petite Prusse ? Ou un signe de patriotisme dans une église construite après l'annexion de 1870). Deux statues, sainte Thérèse de l'Enfant Jésus et saint Antoine de Padoue sont installées dans des niches à droite et à gauche de l'entrée de l'église. 

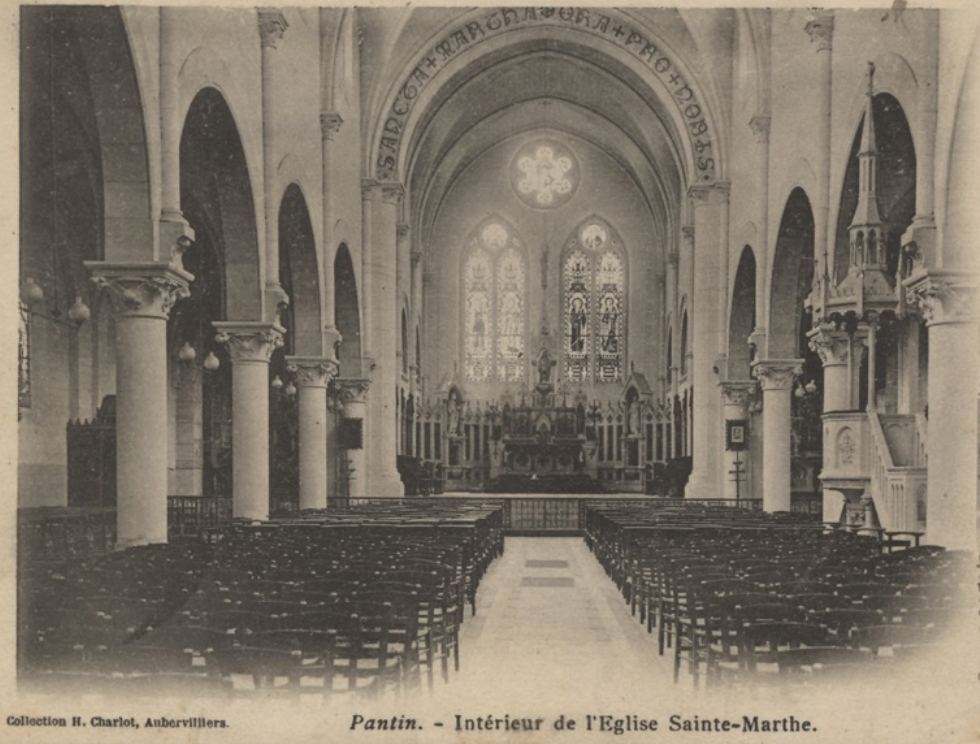
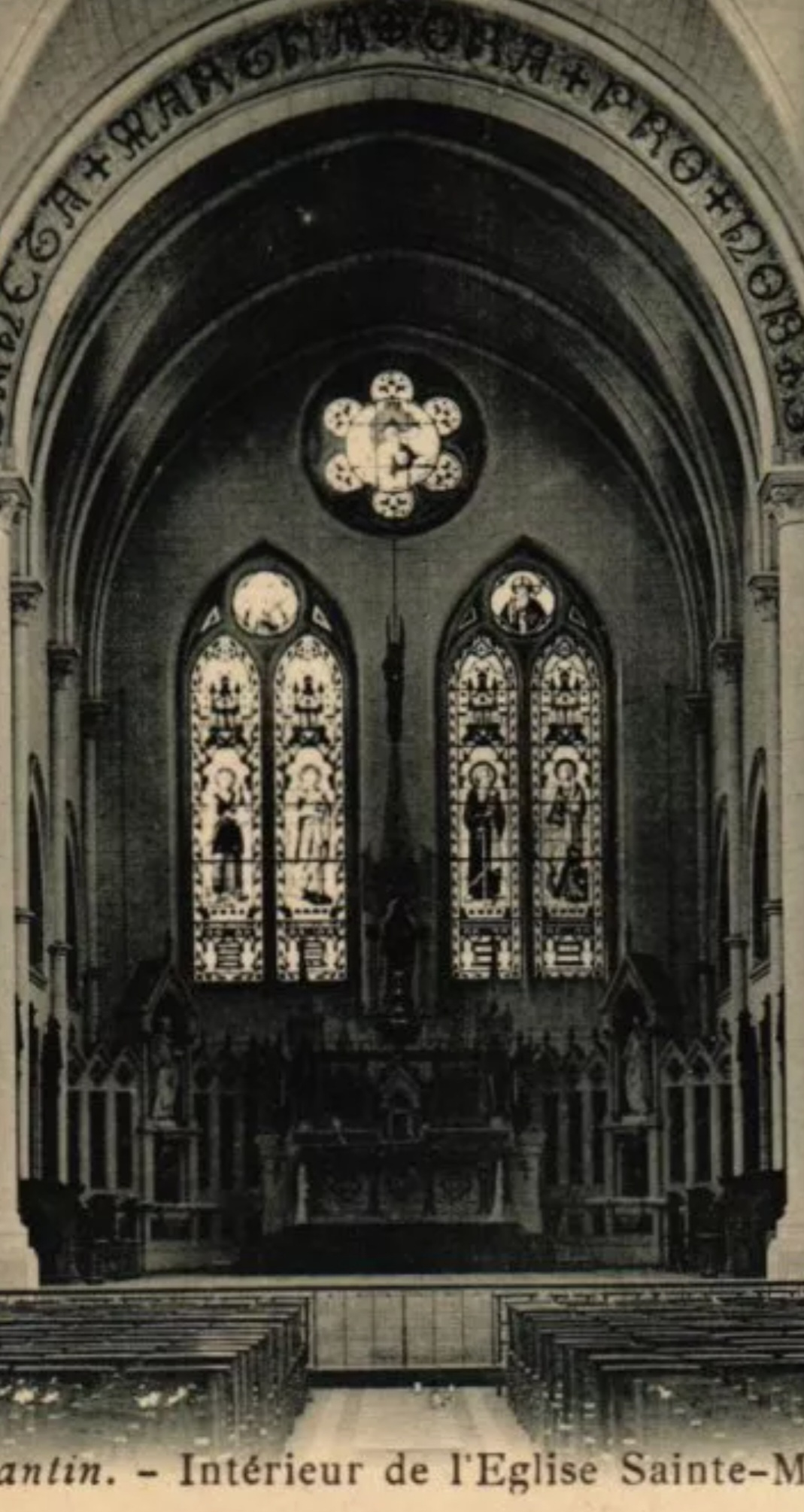
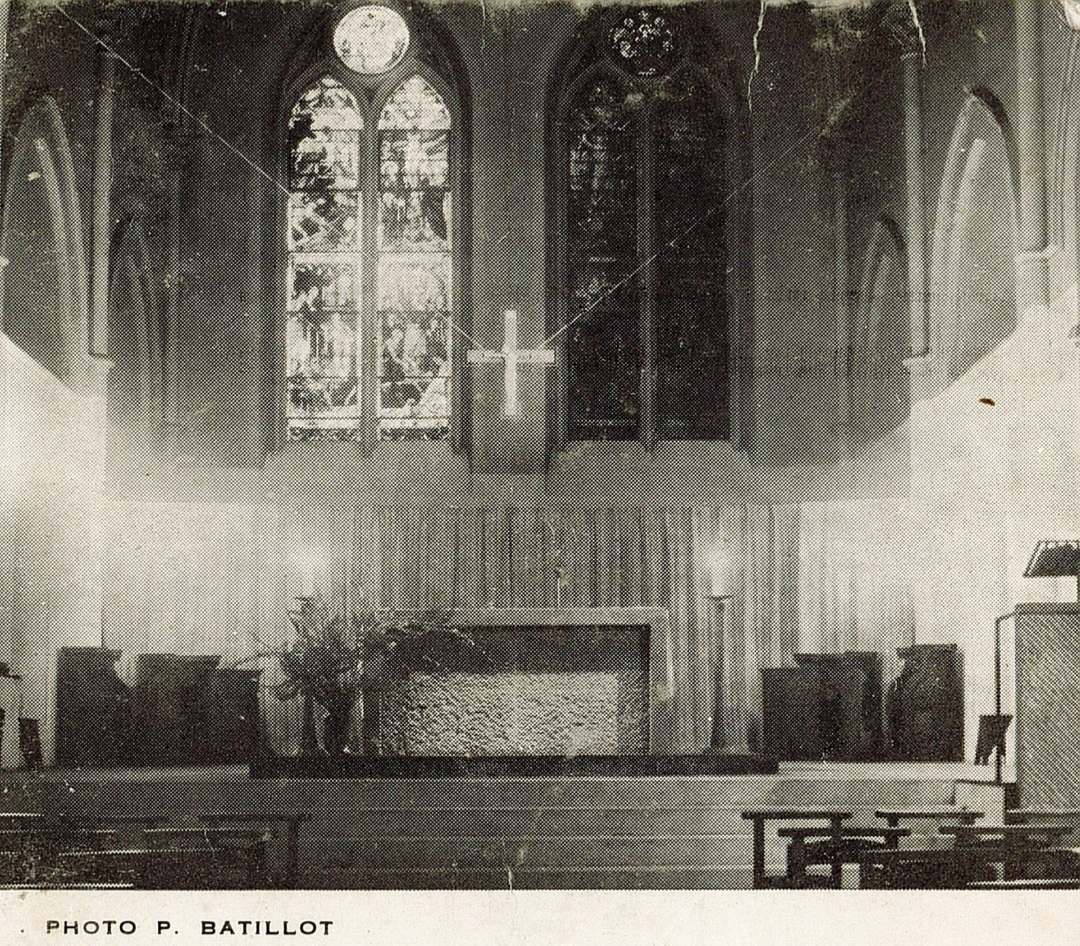
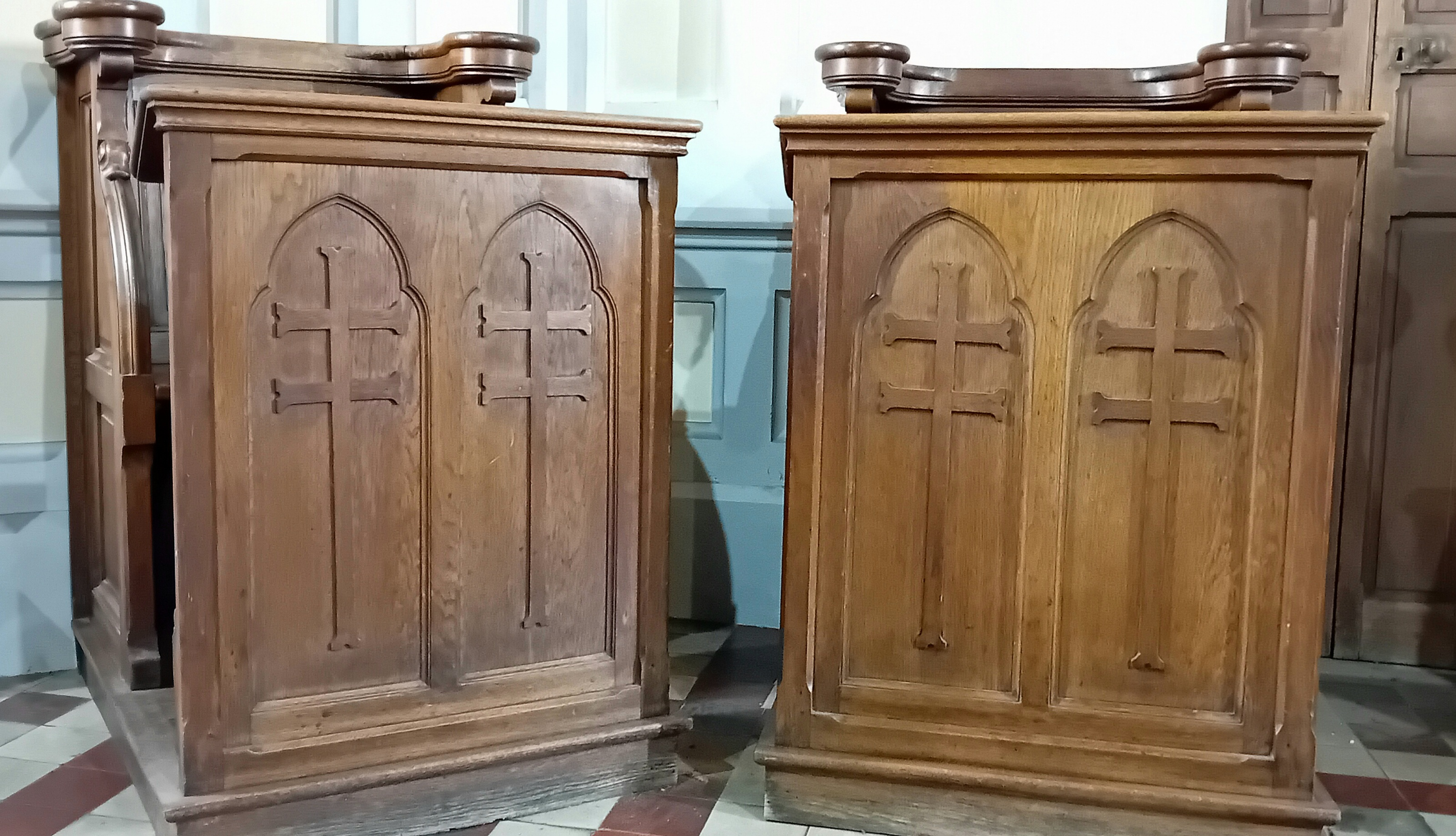
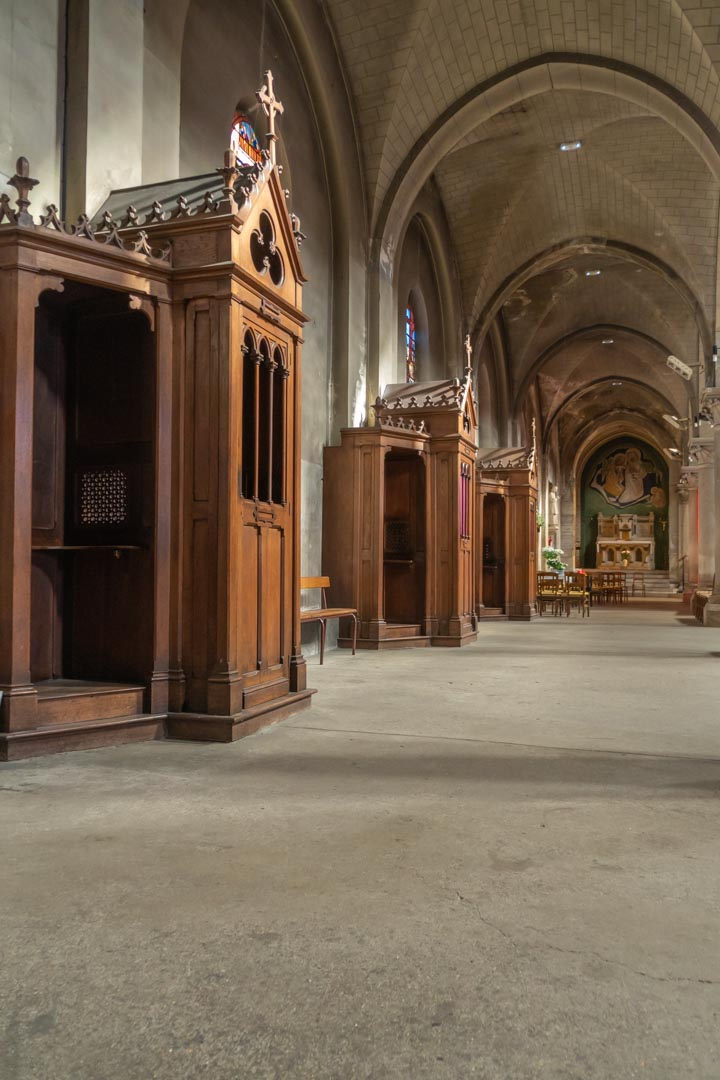
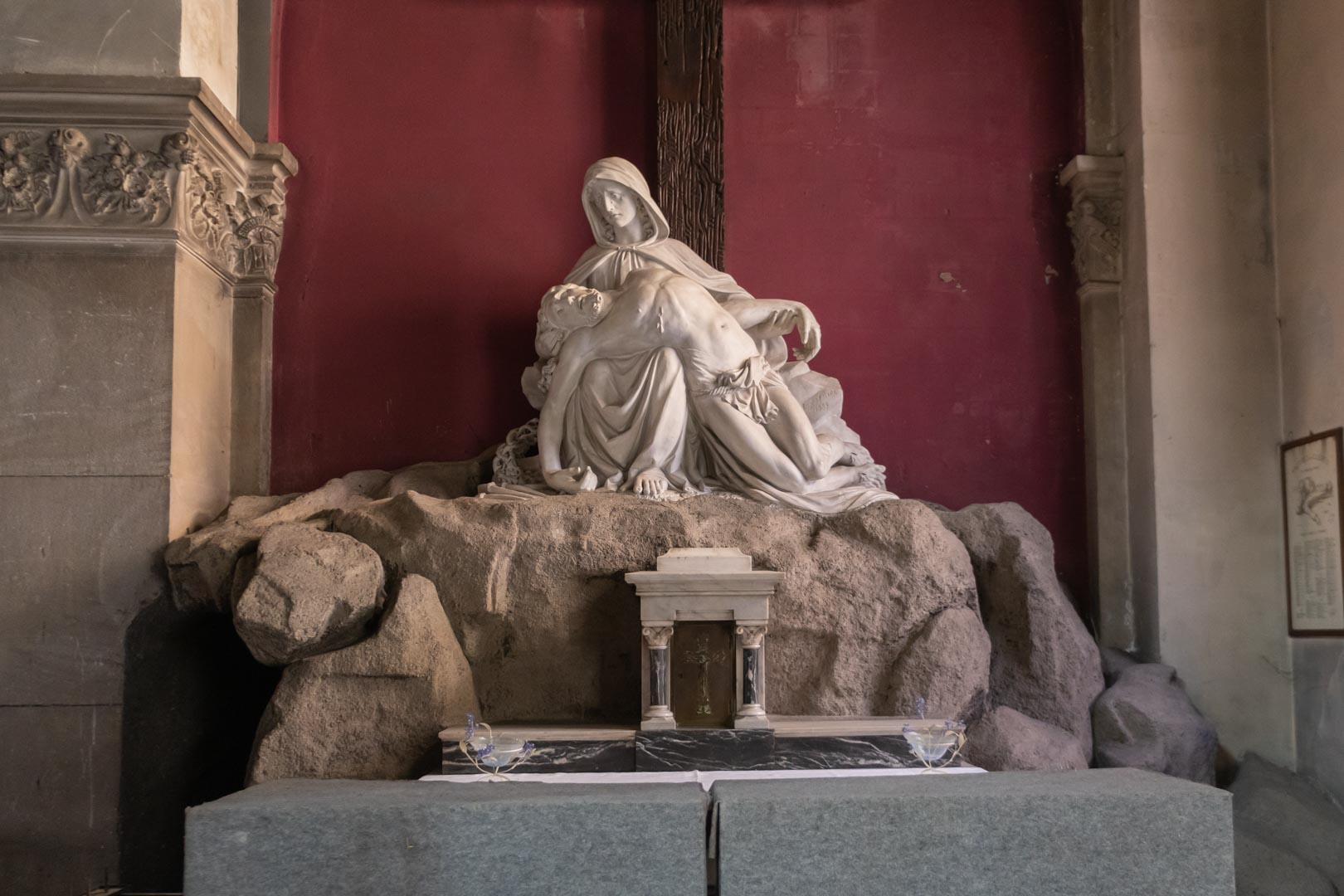
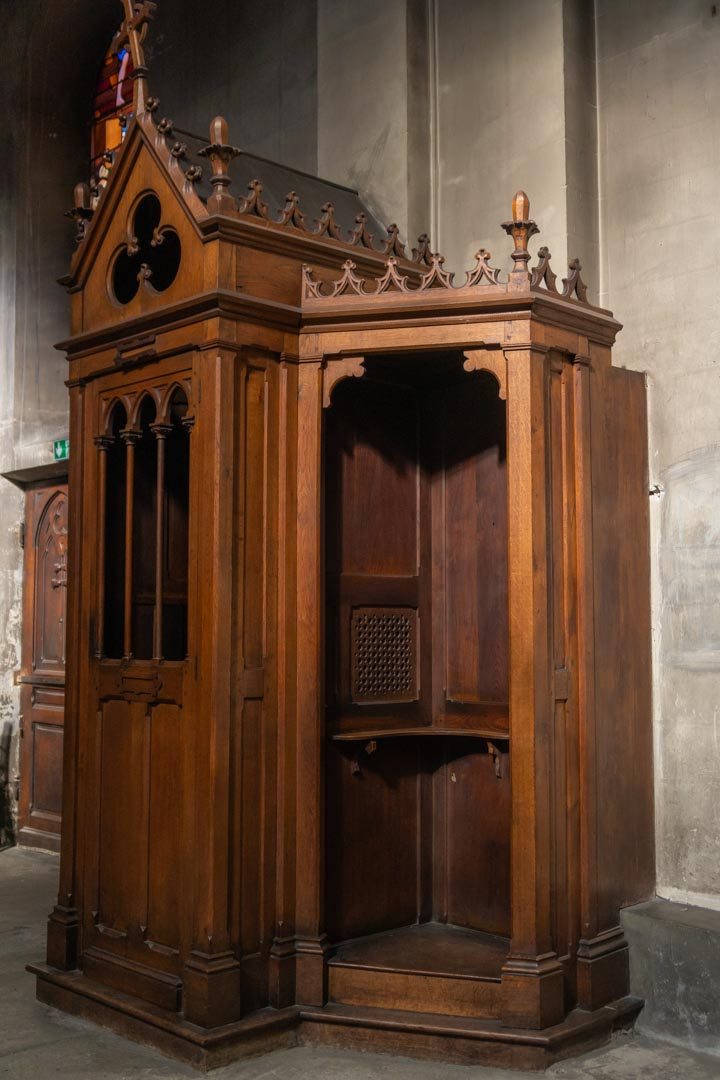

## Les vitraux
Des vitraux ont été installés à la construction de l'église. Ils ont été détruits lors de l'explosion du dépôt de munitions de la Courneuve en 1918.
Un seconde série de 13 vitraux a été installée. Ils sont l'œuvre de la maison Tournel frères et datent de 1925-1927. 10 vitraux dans les bas côtés représentent les épisodes de la vie de Jésus et sont accompagnés par une phrase de l'évangile. Le vitrail du pardon chez Simon est signé "E.M et CH. Dt Tournel Paris 1926"
- Dans le bas côté gauche: la Nativité "Il vous est né une sauveur qui est le Christ Jésus ", la Présentation au Temple "Ils portèrent Jésus à Jérusalem pour le présenter au Seigneur Luc 2,22", Jésus adolescent travaillant à Nazareth "Il vint avec eux à Nazareth et leur était soumis Luc 2,51", les Noces de Cana "L'eau fut changé en vin Il manifesta sa gloire et ses disciples crurent en lui Jean, 2, 11", la guérison du paralytique "Afin que vous sachiez que j'ai le pouvoir de remettre ses péchés Lève-toi et marche Marc 11,10-11"
- Dans la chapelle du baptistère à l'entrée de l'église: le baptême du Christ et le Christ accueillant les petits enfants.
- Dans le bas côté droit: le sermon sur la montagne "Le peuple admirait sa doctrine car Il enseignait comme ayant autorité Matt. 7,27"; le pardon à la femme chez Simon "Ses péchés lui sont pardonnés parce qu'elle a beaucoup aimé Luc 7,47"; la tempête apaisée "Le vent et la mer lui obéissent Marc 4,40"; la multiplication des pains "Seigneur donnez nous toujours de ce pain Je suis le pain de la vie Jean 6,34-35"; la confession de Pierre "Tu es Pierre et sur cette pierre je bâtirai mon Eglise. Je te donnerai les clés du Royaume des Cieux. Matt. 16, 18.19"
- Dans le sanctuaire, deux vitraux. Celui de gauche: en bas: Jésus chez Marthe et Marie "Une seule choses est nécessaire"; la résurrection de Lazare "Je suis la Résurrection et la Vie"; en haut: Jésus à Gethsémani "Que votre volonté soit faite"; la mort sur la Croix "Il s'est livré pour nous". Il est surmonté d'un vitrail rond représentant l'Ascension. Celui de droite: en bas: l'entrée de Jésus à Jérusalem - les Rameaux "Hosanna au Fils de David"; la Cène "Prenez et mangez ceci est mon Corps". En haut: la Résurrection "Il est ressuscité le 3ème jour" avec au-dessus de la scène principale l'apparition à Marie-Madeleine; le Christ ressuscité apparaissant aux disciples "Allez enseignez et baptisez" avec au dessus de la scène principale l'apparition à Thomas". Il est surmonté d'un oculus représentant la Pentecôte.
- Et au dessus des vitraux des deux hautes fenêtres à lancettes, dans un oculus : le Père, surmonté des lettres A et Ὼ sur un trône, portant le globe

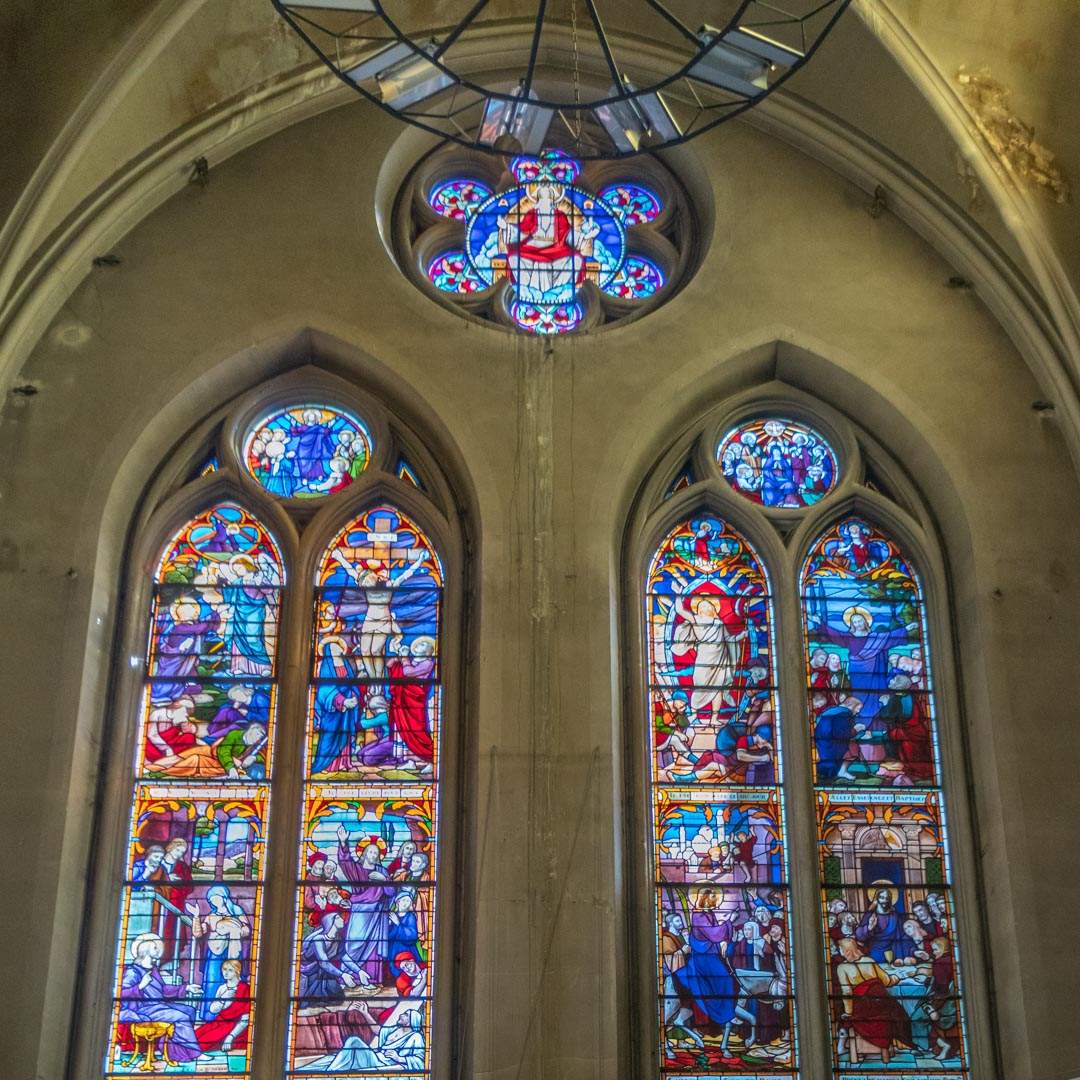
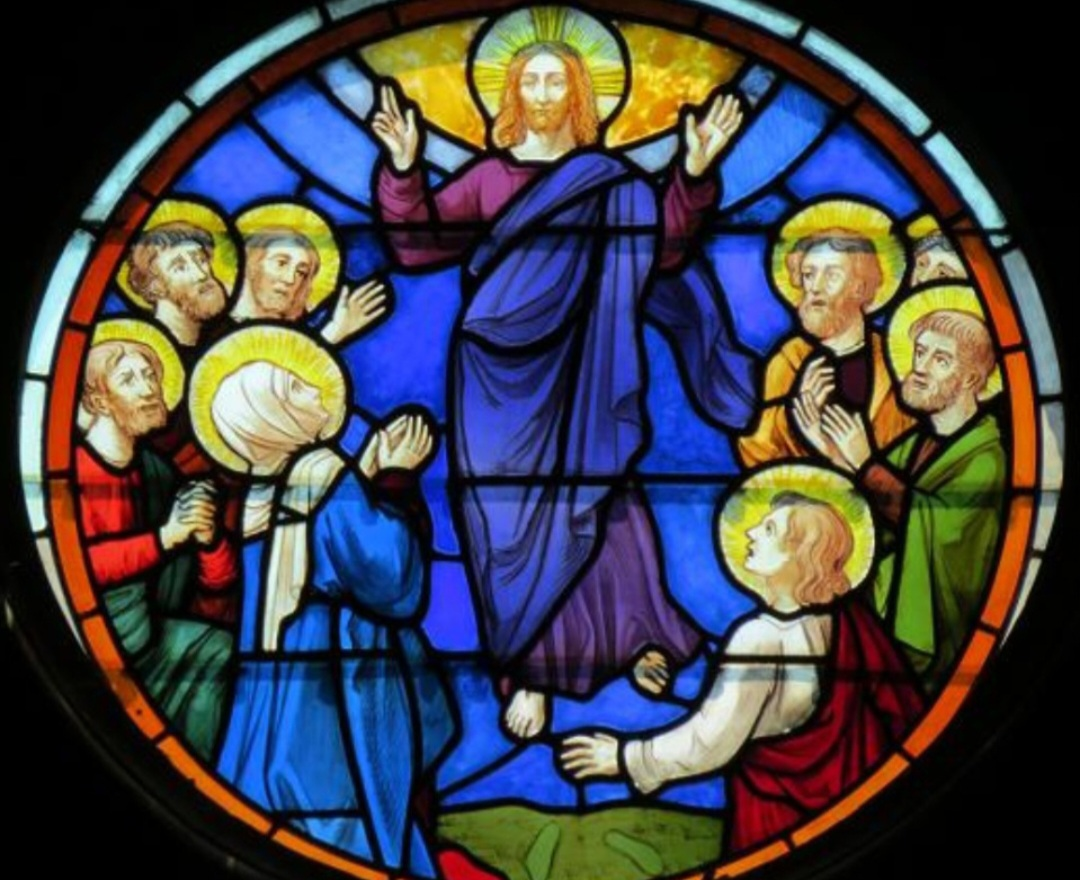
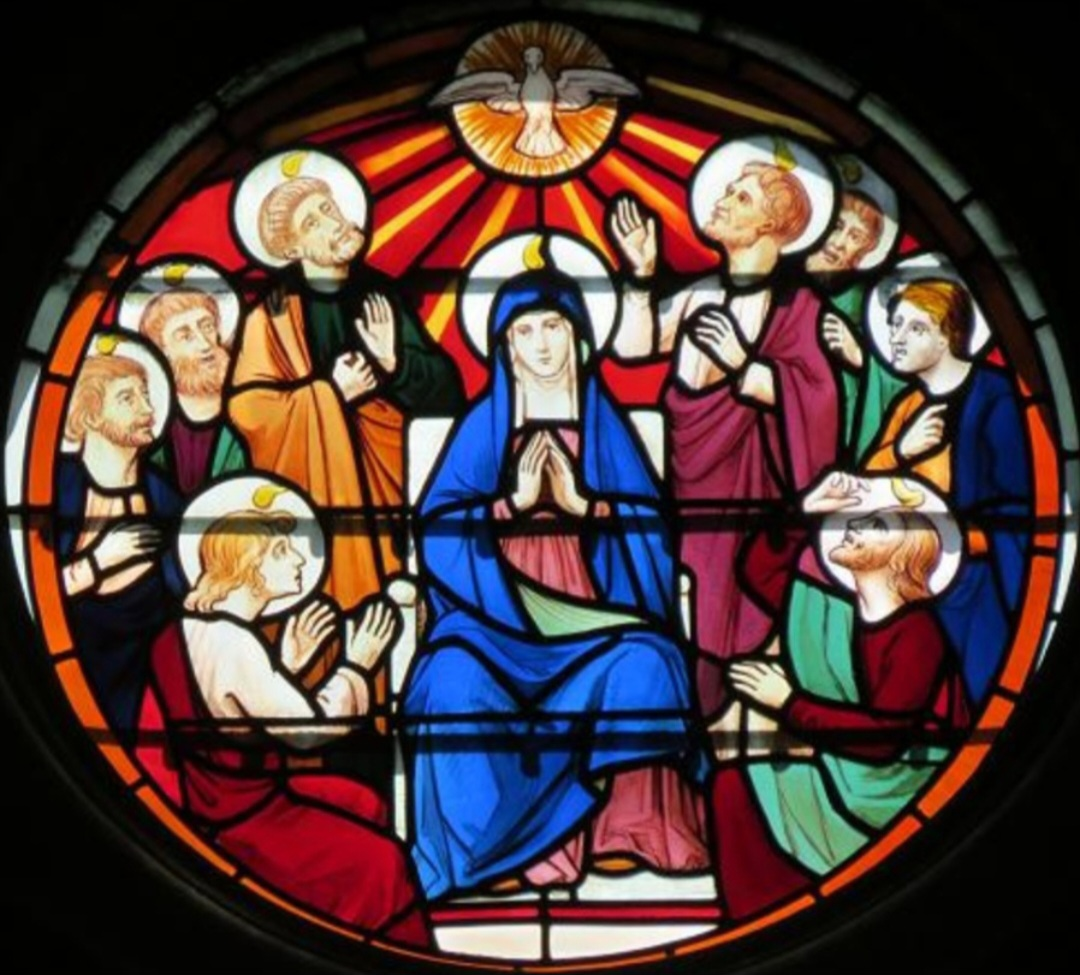
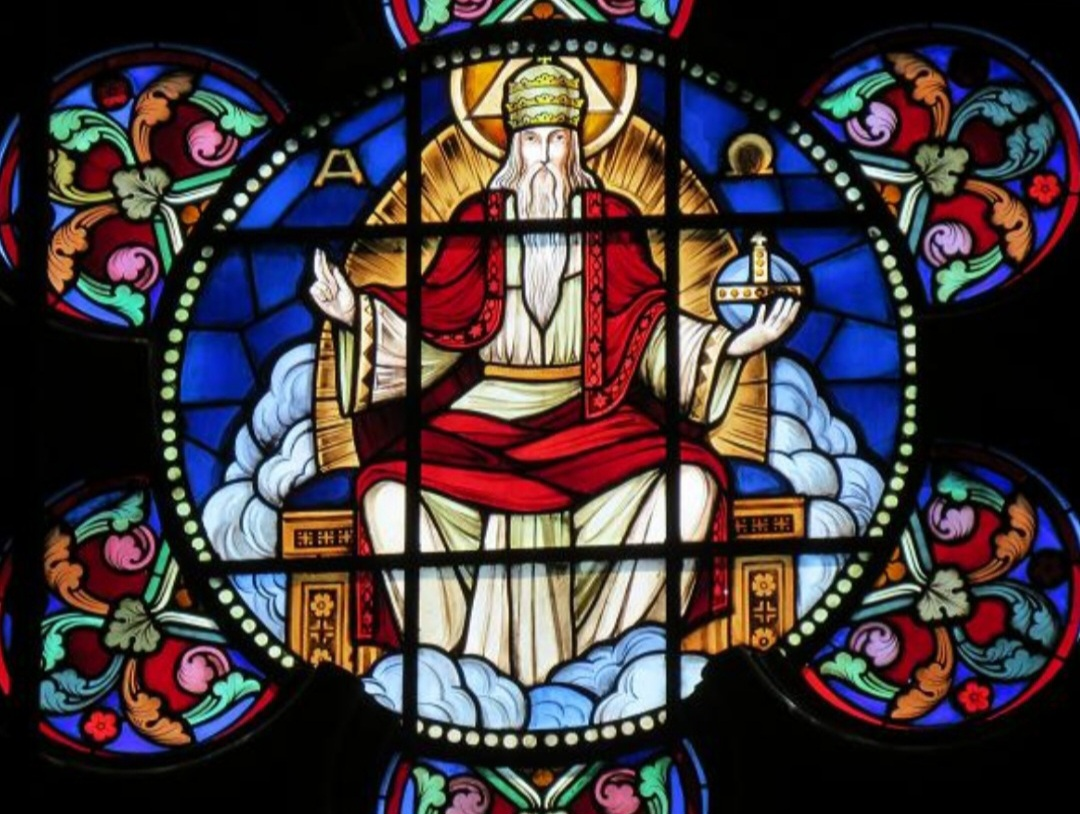

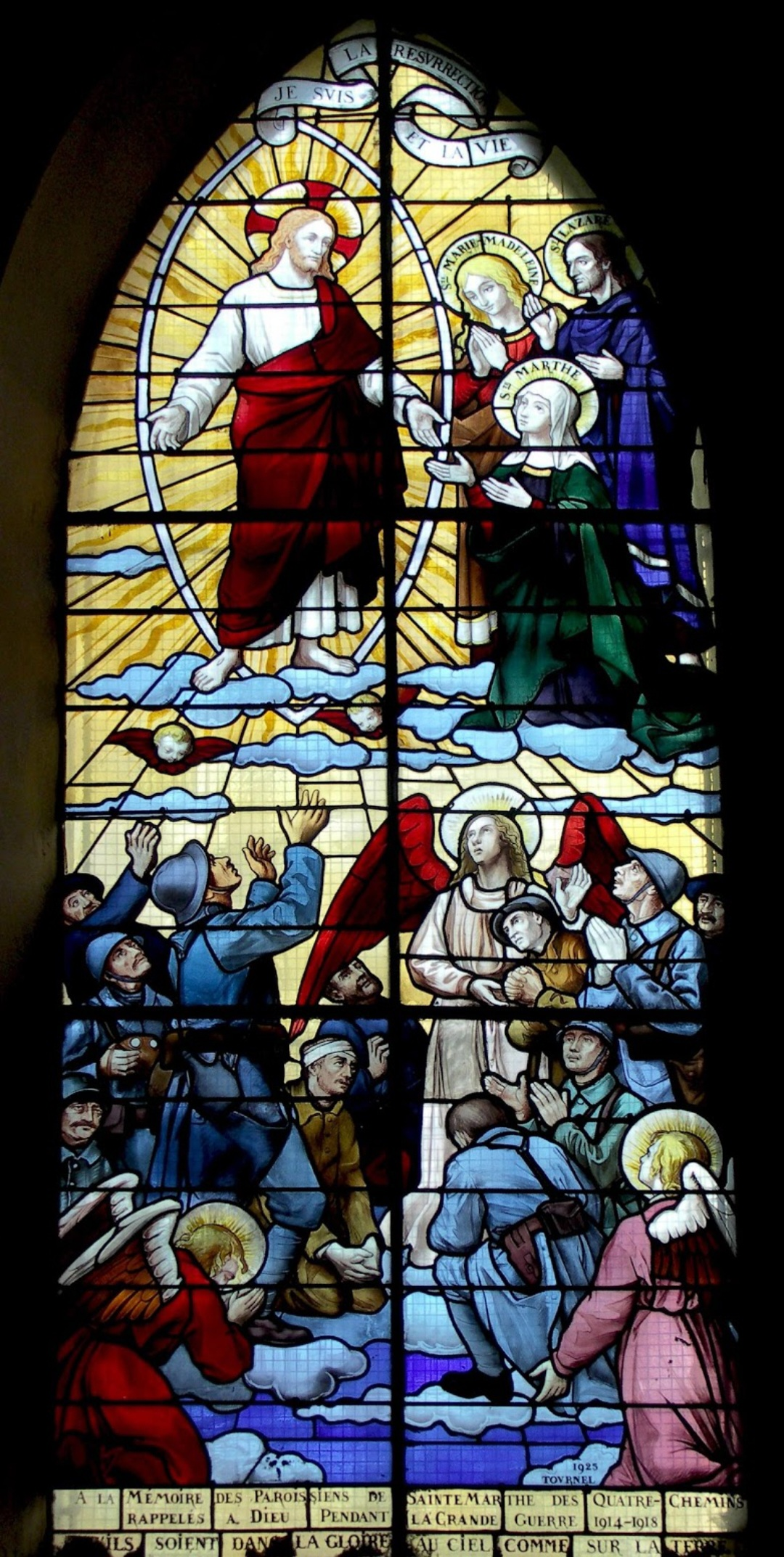
Les morts de la grande guerre

- Les morts de la grande guerreDans la chapelle des Morts, un monticule représente le Calvaire avec la Vierge Marie recevant le Christ mort sur ses genoux. Le vitrail représente les soldats morts pendant la Grande Guerre, accueillis par Jésus, Marthe, Marie et Lazare.

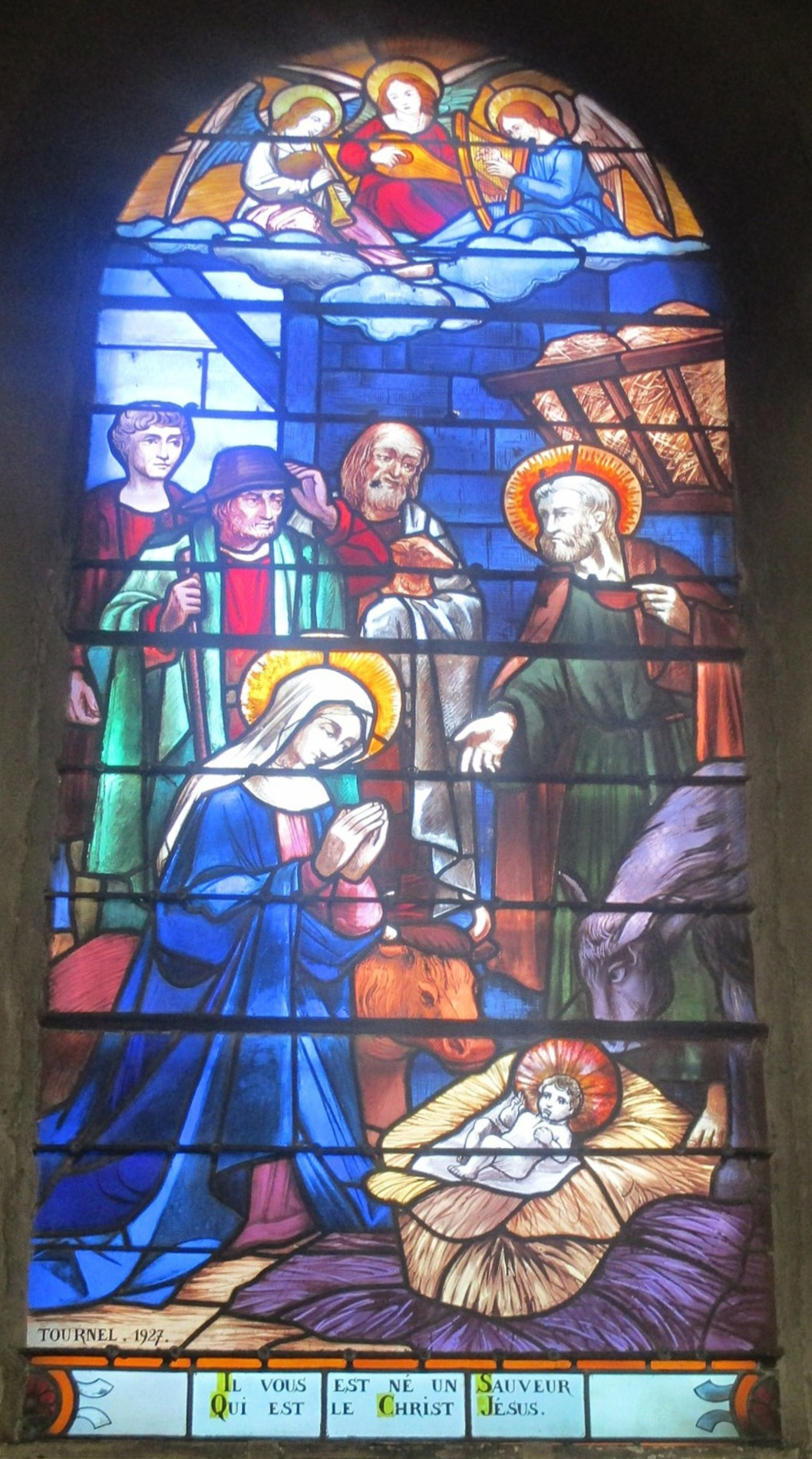
Vitrail La Nativité
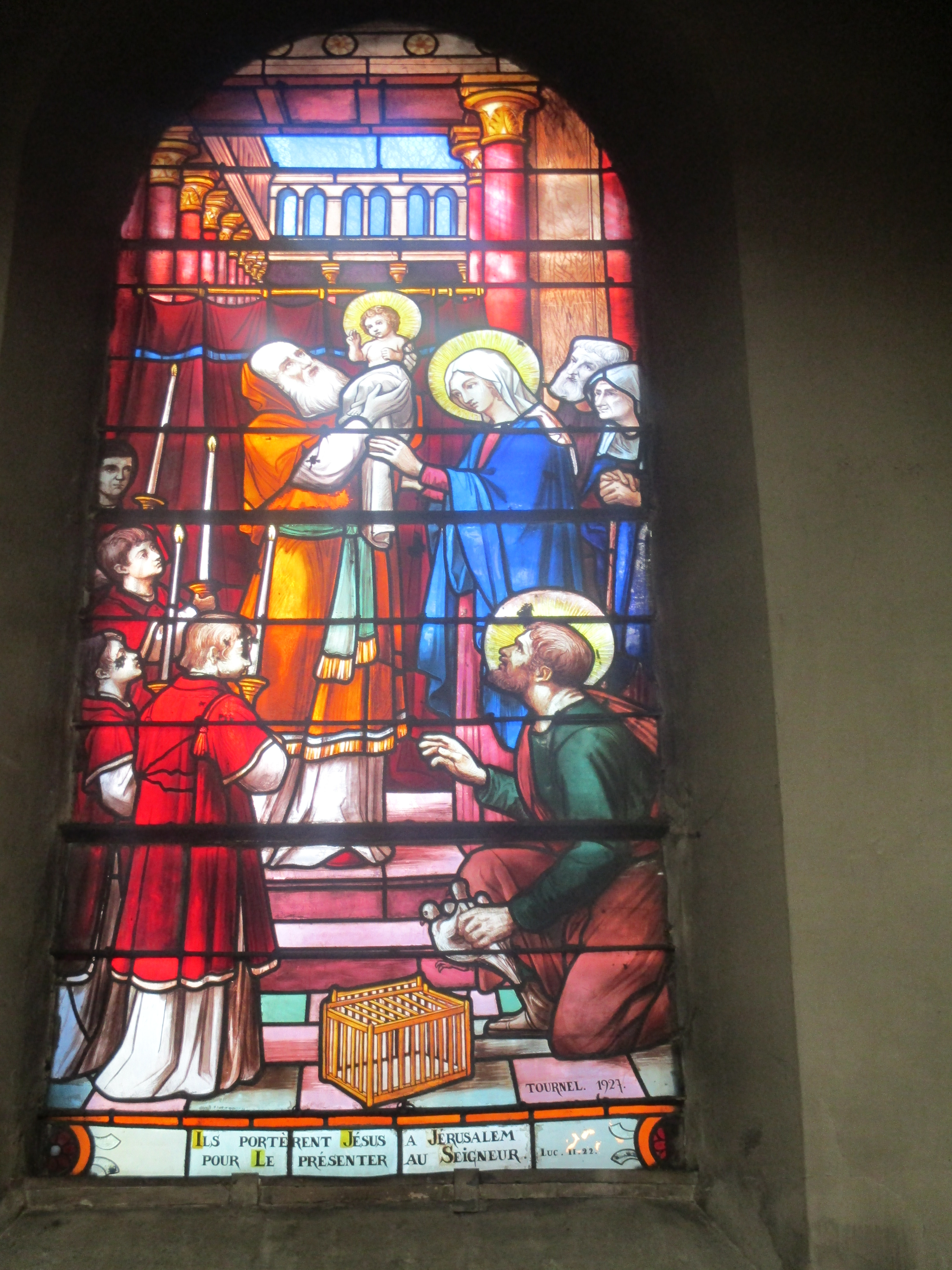
Vitrail La Présentation de Jésus au Temple
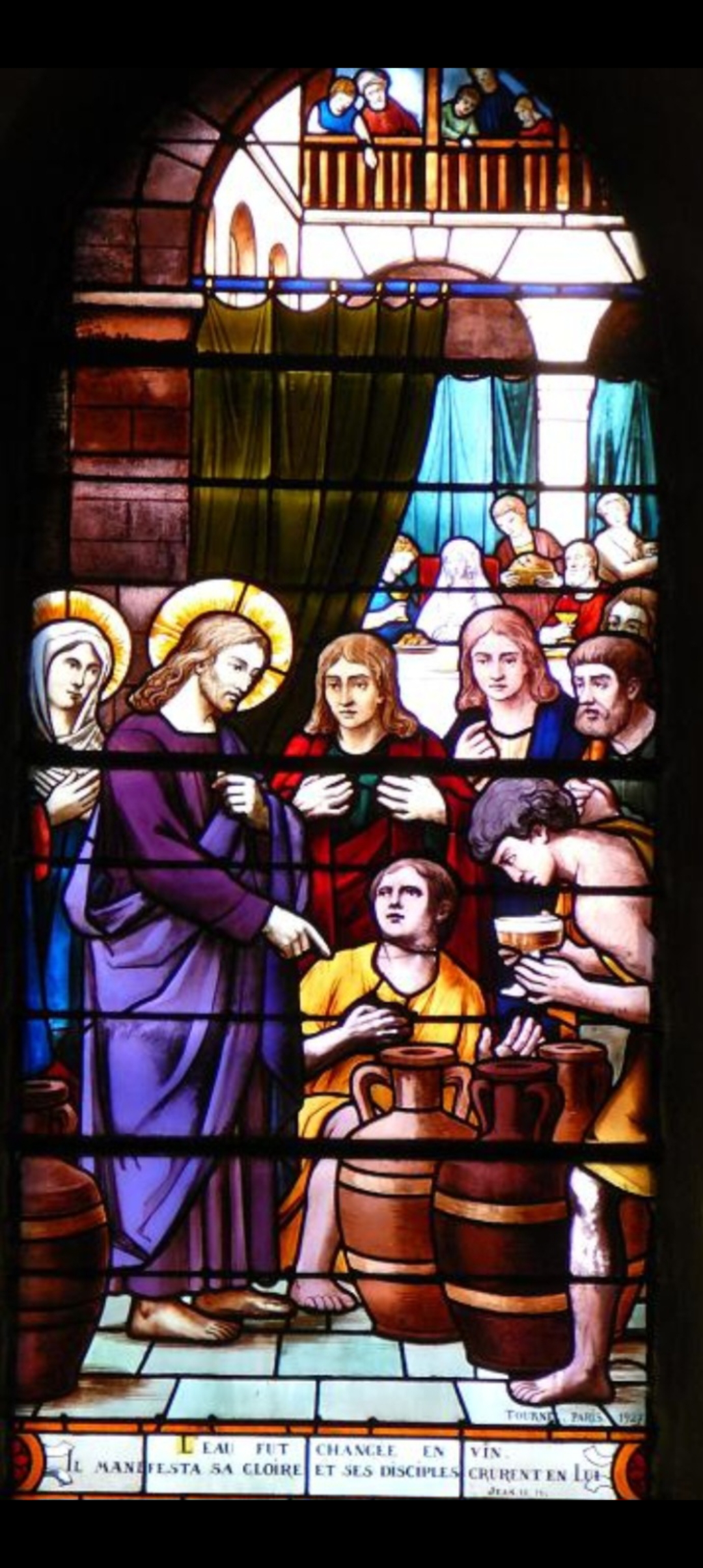
Vitrail Les Noces de Cana
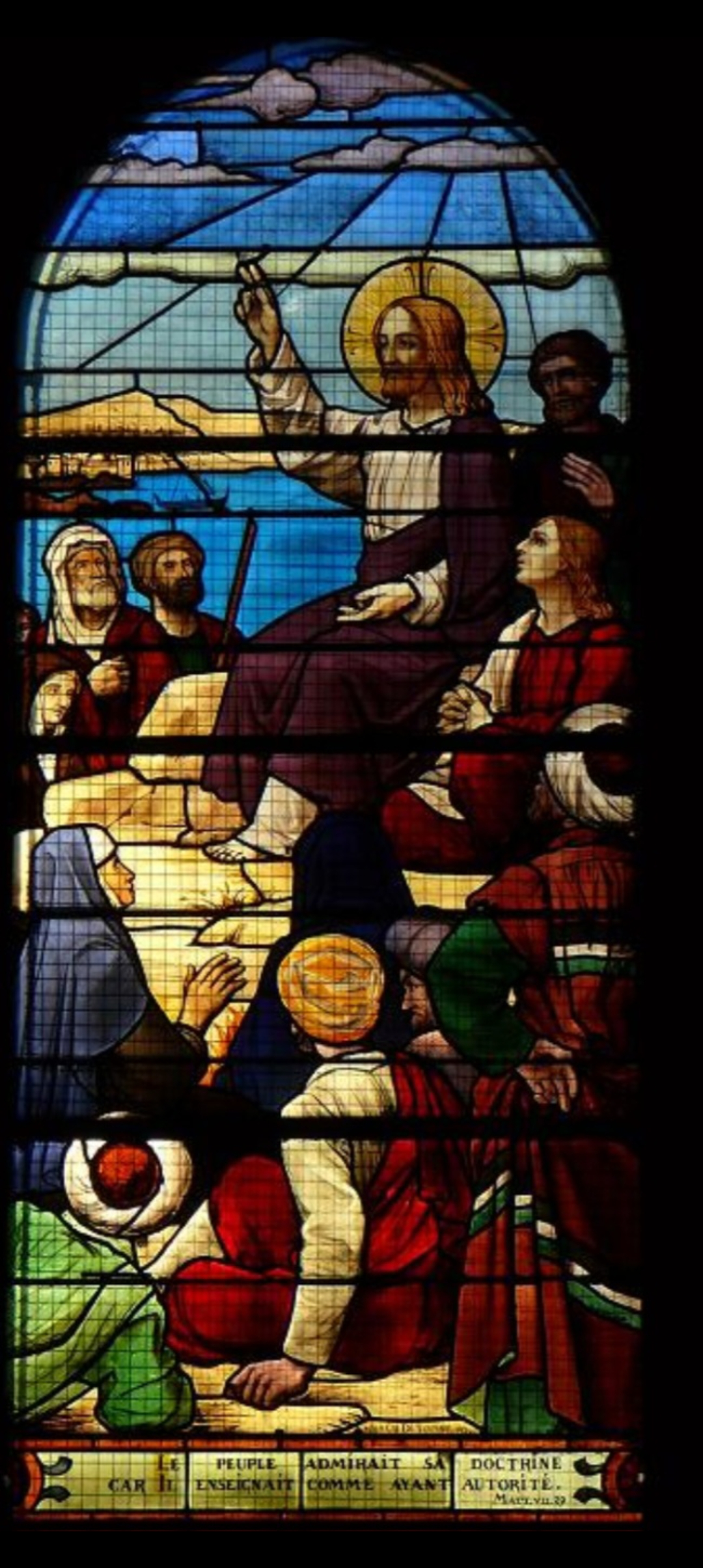
Vitrail Le sermon sur la montagne
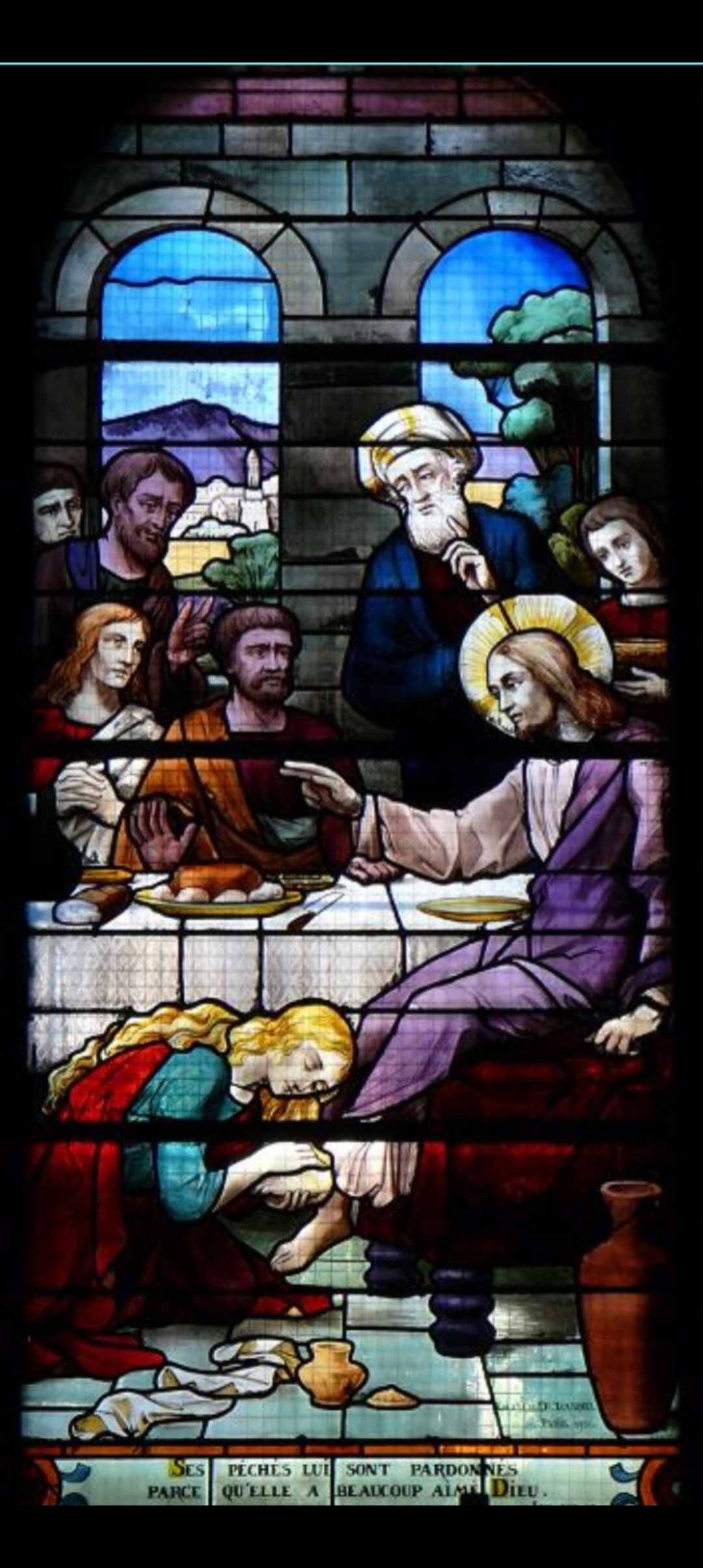
Vitrail Le pardon à la femme chez Simon
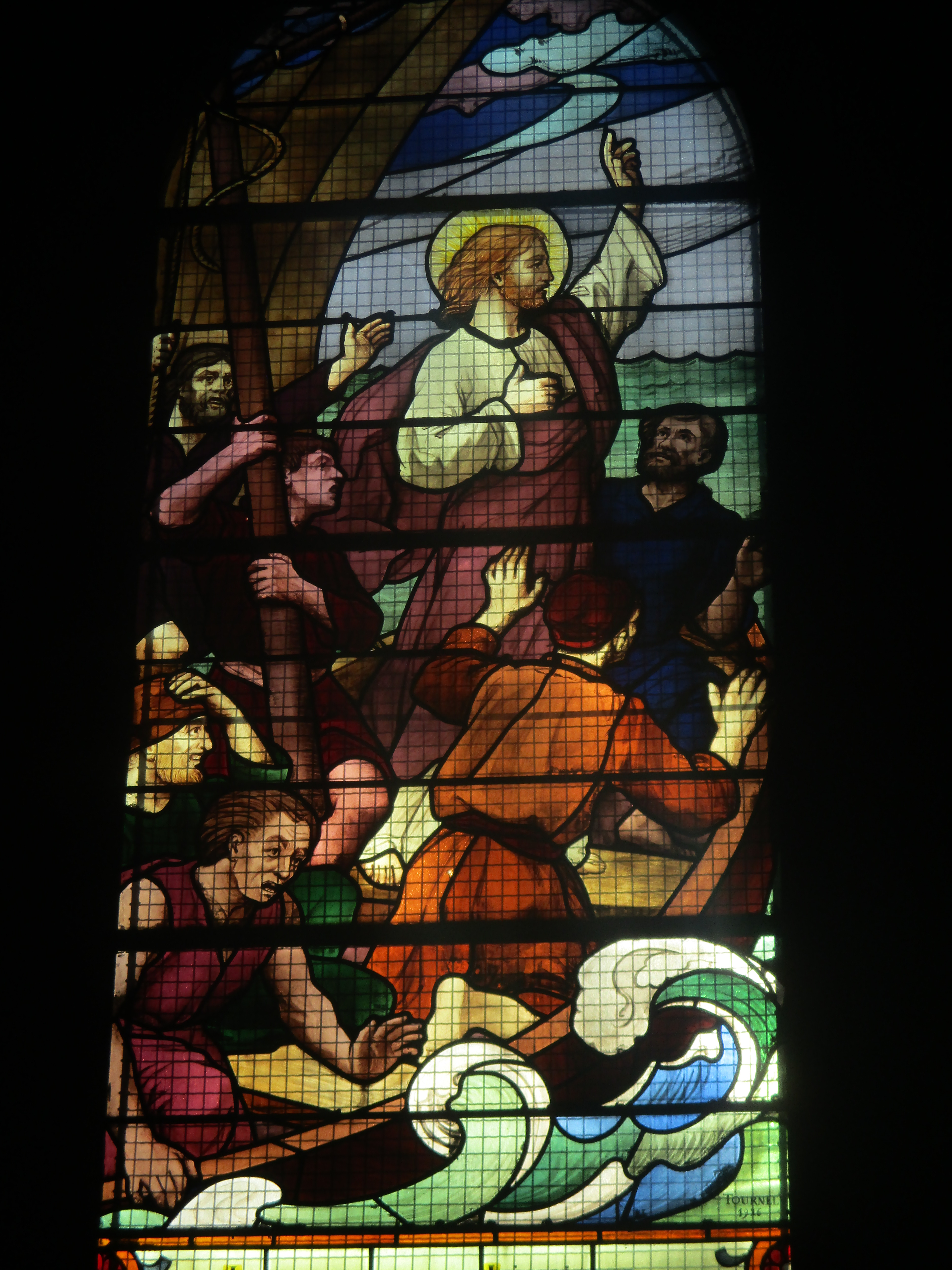
Vitrail Jésus calme les flots
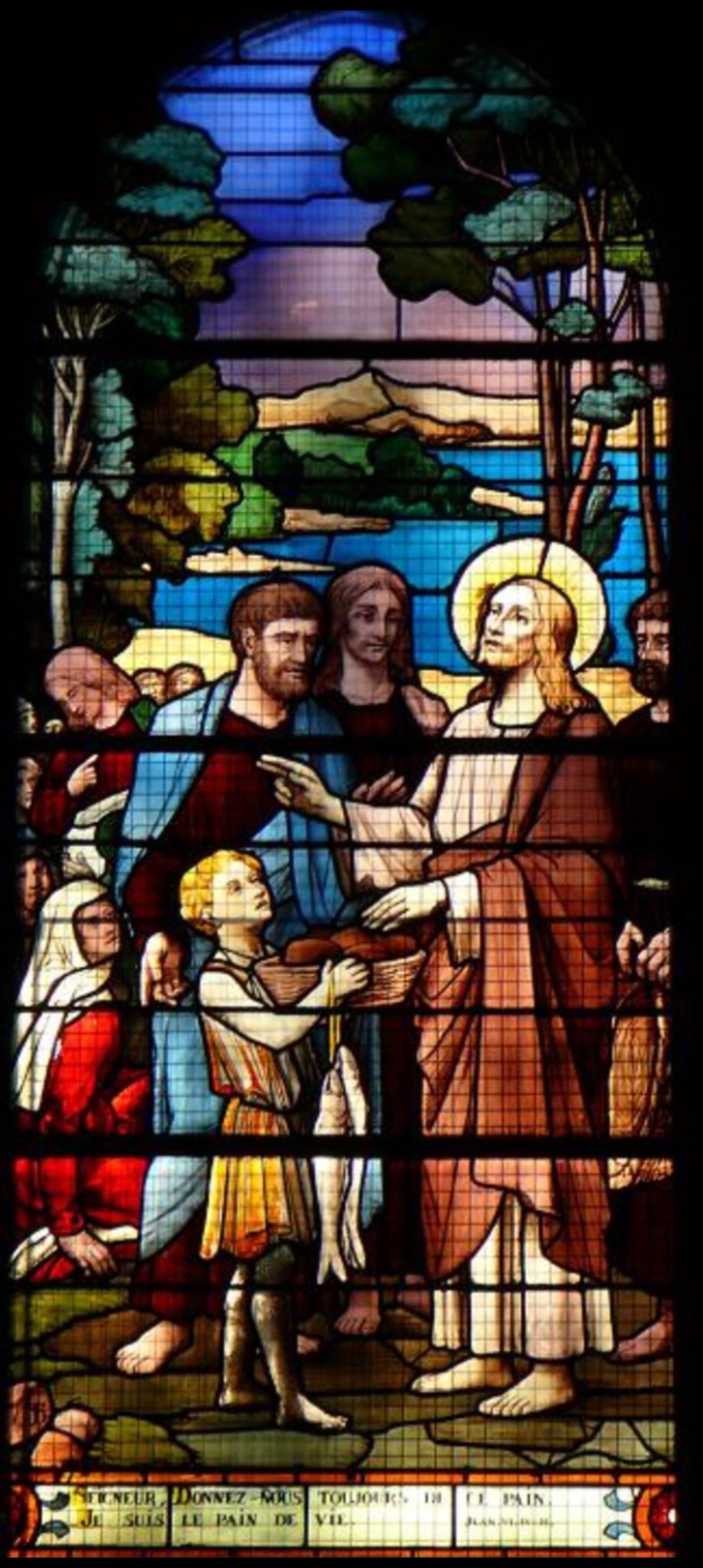
Vitrail La multiplication des pains
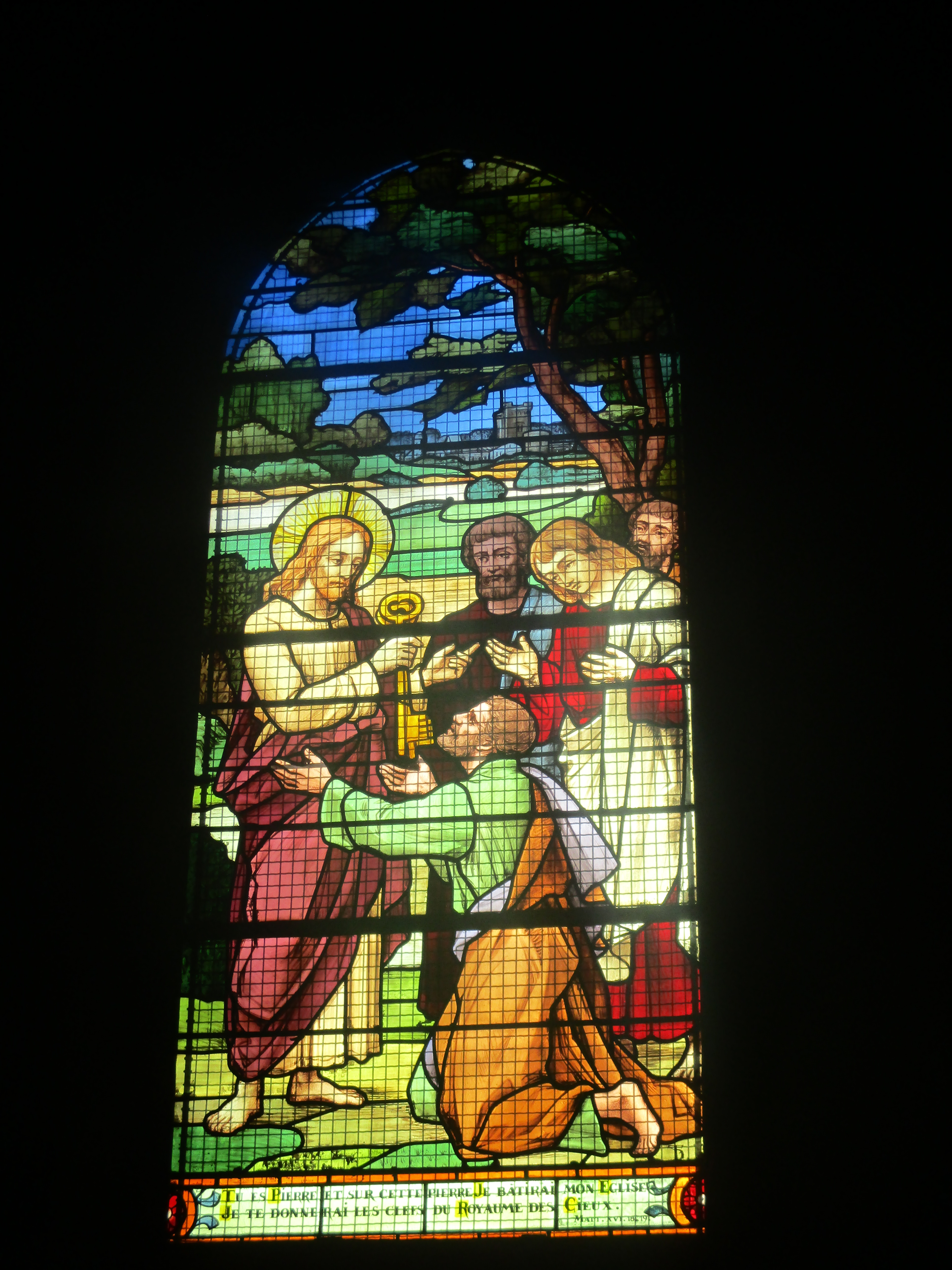
Vitrail La confession de saint Pierre
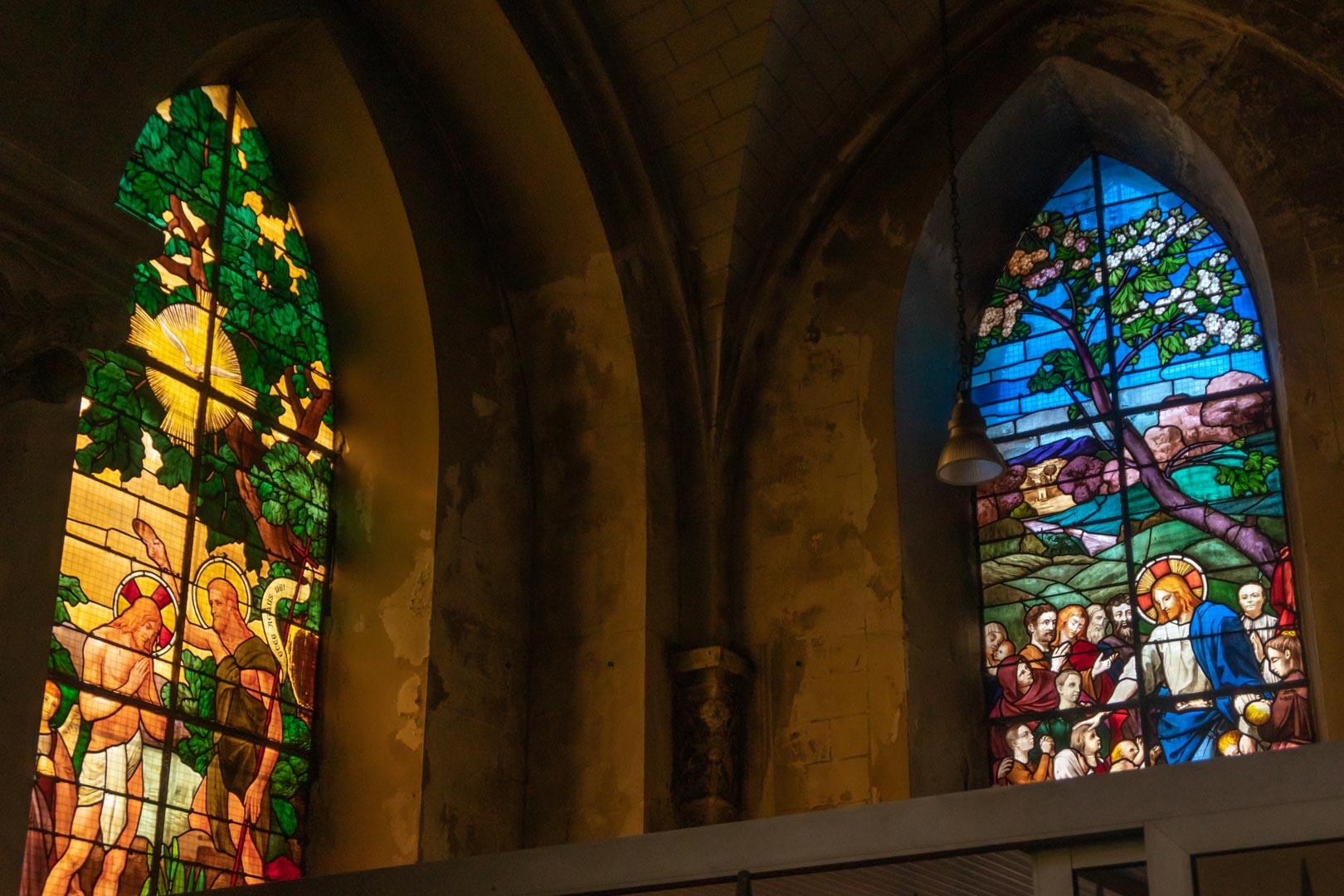

## Les quatre cloches
Les cloches, fondues à Douai par la Maison Drouot, ont été installées en 1900.
Elles portent des inscriptions en latin et en France. Toutes portent cette première mention: "L'an de grâce 1900, S.S. Léon XIII Pape Mgr François Richard Cardinal Archevêque de Paris" puis chacun leur nom, les prénoms et noms de leur parrain et marraine, et quelques phrases.

La cloche Henriette Jeanne Geneviève sonne le Fa. "J'ai eu pour parrain Jean Cartier-Bresson  et pour marraine Mlle Geneviève Henri Cartier". Puis:
Sonne, sonne toujours, ô cloche vénérée,
appelle à toi les cœurs, ma cloche bien aimée,
Au loin retentiront tes sons harmonieux
Pour chanter la louange et la gloire de Dieu !
Pater de caelis Deus miserere nobis.

La cloche Anna Adèle Louise sonne le La. "J'ai eu pour parrain Mr Maurice Dosch  et pour marraine Mlle Adèle Louise veuve Eugène Collinot. Fidelibus vox mea sit monitio spes ac solatium":

A l'appel de ma voix accourez tous vous qui souffrez et pleurez!
Je suis la consolation et la vie!
Je berce la douleur, j'endors la souffrance, j'adoucis l'amertume des larmes et fais renaître dans vos cœurs la divine espérance. J'espère sonner un jour la victoire et le retour à la France de l'Alsace et de la Lorraine. Fili Redemptor mundi Deus miserere nobis. 

La cloche Marie Maurice sonne le Do. "J'ai eu pour parrain Mr Ernest Michaud  et pour marraine Marie Michaud":  

Que tes sons cloche bénie montent jusqu'à Dieu pour implorer de sa miséricorde notre réunion dans l'éternité avec notre Maurice fils chéri et regretté dont tu porteras le nom.
Que ta voix sonore soit une prière pour tous ceux qu'il a aimés. Spiritus sancte Deus miserere nobis.

La cloche Marie Anne Geneviève Amélie sonne le Ré. "J'ai eu pour parrain Marie Henri Raoul Louis Prat  et pour marraine Marie Esther Amélie Pépin veuve Charles Bocquet" 
Je chante les grandeurs et les miséricordes de Marie Immaculée et j'implore les bénédictions du Ciel sur celle qui m'a donné l'existence et sur tous les membres de sa famille. Auxilium christianorum Janua Coeli Ora pro nobis.

## L'orgue

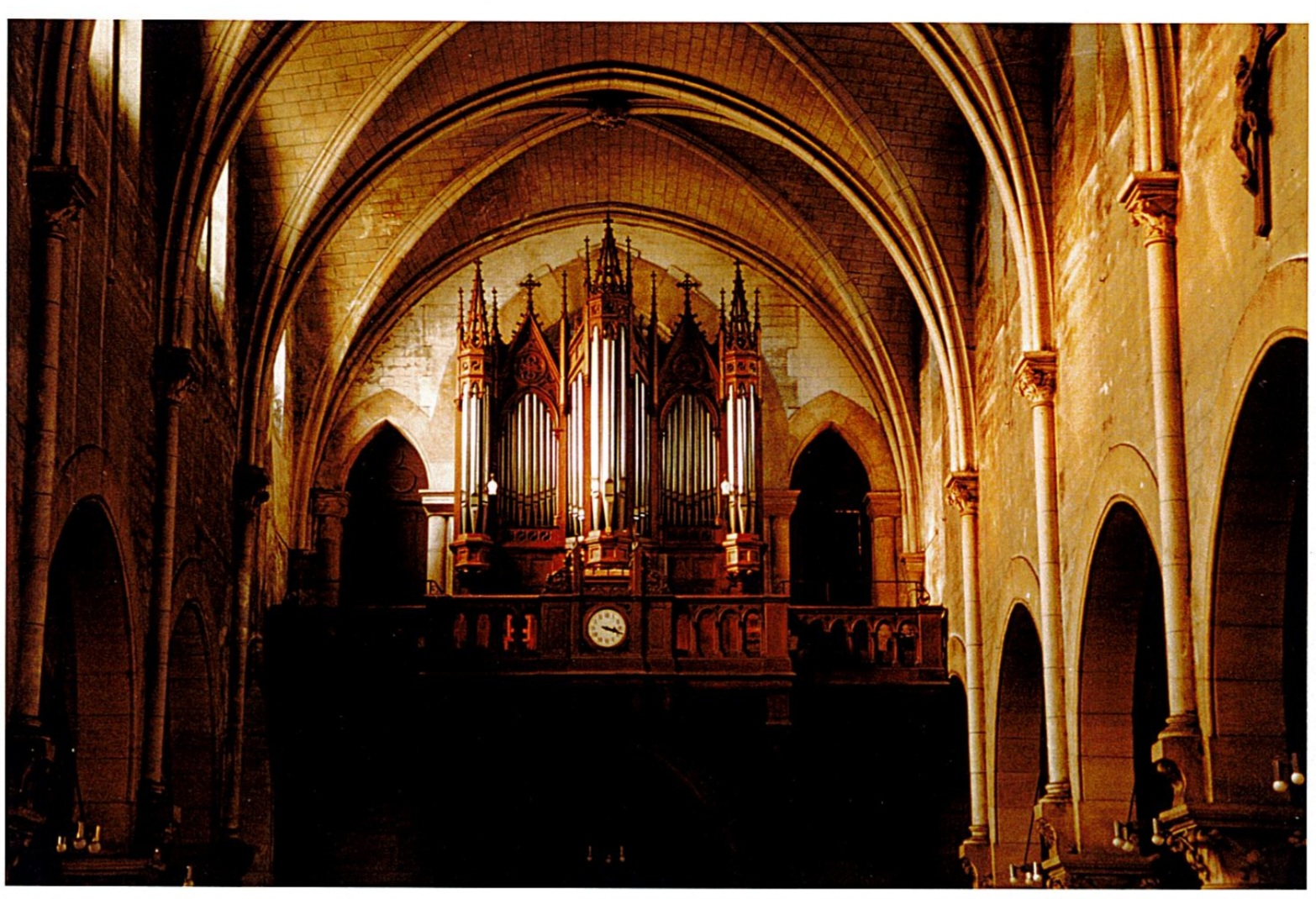

L'orgue a été réalisé en 1902 par Charles Mutin, successeur d'Aristide Cavaillé-Coll. La composition des 16 jeux (860 tuyaux) et l'installation d'une machine Barker, d'une boîte expressive, et de combinaison et d'accouplement de claviers enregistrables à l'avance témoignent de la volonté d'installer un orgue permettant l'accompagnement des chants de l'assemble et de la chorale et l'exécution d'un répertoire de musique classique  Les matériaux sont de premier choix: buffet de style néo-gothique en chêne massif, tuyaux de façade en étain anglais, console avec des éléments en acajou, touches des deux claviers manuels en ivoire et en ébène.
L'inauguration de l'orgue est confiée le 14 décembre 1902 au frère de l'abbé Runner, Achille Runner, organiste à la Madeleine.
En 1988, le temps et les variations de température rendent nécessaire la réfection des peausseries, le colmatage de fuites d'aire et le remplacement de tringles fatiguées. La Manufacture bretonne d'orgues se voit attribuer le chantier et l'entretien de l'orgue.
Le dimanche 17 novembre 2002 un concert célèbre le centenaire des cloches et des orgues de l'église.
Composition
Grand-Orgue, 56 notes
| Bourdon 16         | Montre 8  | Salicional 8 |
| Flûte Harmonique 8 | Bourdon 8 | Prestant 4   |
| Plein-Jeu IV rgs   |           |              |

Récit expressif, 56 notes
| Cor de nuit 8        | Viole de Gambe 8   | Voix Céleste 8 |
| Clairon Harmonique 4 | Flûte octaviante 4 | Basson 16      |
| Trompette 8          | Basson-Hautbois 8  |                |

Pédale, 30 notes
| jeux en emprunt |           |               |
| Soubasse 16     | Basson 16 | Violoncelle 8 |
| Flûte 8         | Bourdon 8 |               |

Orage, Tirasse GO, Tirasse Récit, Appel/Retrait de combinaison Récit, Boîte du Récit, Copula à l'unisson, Copula à l'octave grave, Trémolo
Les organistes:
- 1902-1921: Joseph Hirschaueur
- 1922-1963: René Hirschaueur
- 1963-1973: Jean Briot
- 1973-1992: René Germain
- 1992-1995: Isabelle Fontaine
- 1995-20... René Germain

## Vie de la paroisse
L'église dépend  d'abord du diocèse de Paris puis à partir de 1966 du diocèse de Saint-Denis-en-France. La paroisse catholique Sainte-Marthe-des-Quatre-Chemins de Pantin fait aujourd'hui partie de l'Unité pastorale Aubervilliers-La Courneuve-Pantin~Sainte-Marthe.

Tout un ensemble paroissial a été construit autour de l'église: à l'école Saint-Joseph (confié aux Frères des Ecoles chrétiennes) et à l'école Sainte-Marthe (confiée aux Sœurs de Saint-Charles de Nancy ) présentes avant même la construction de l'église se sont ajoutés ensuite un presbytère et une crèche (3 et 5, rue Condorcet, ancienne rue Thiers), le patronage des garçons et le patronage des jeunes filles (56, rue Eugène Josserand, ancienne rue des Ecoles). 

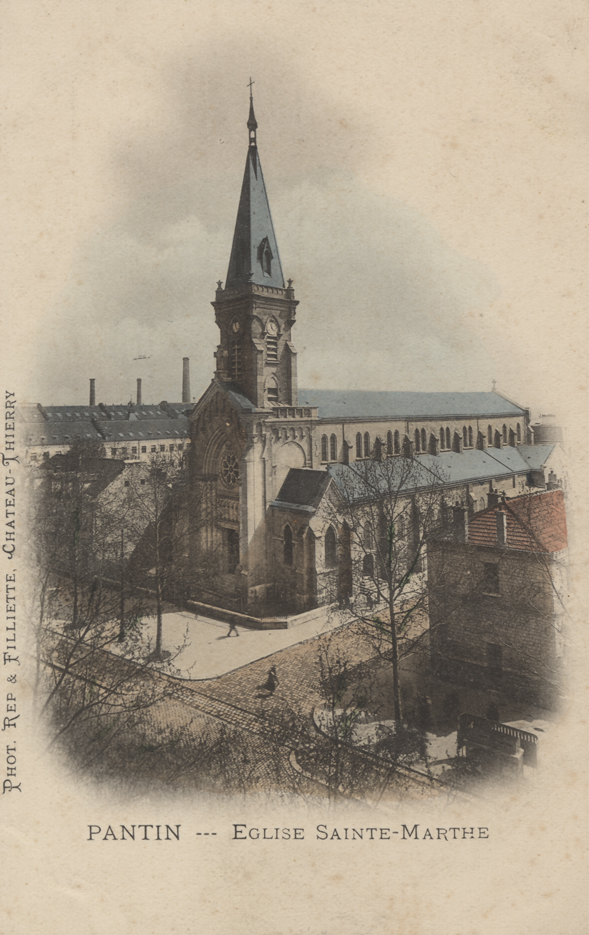
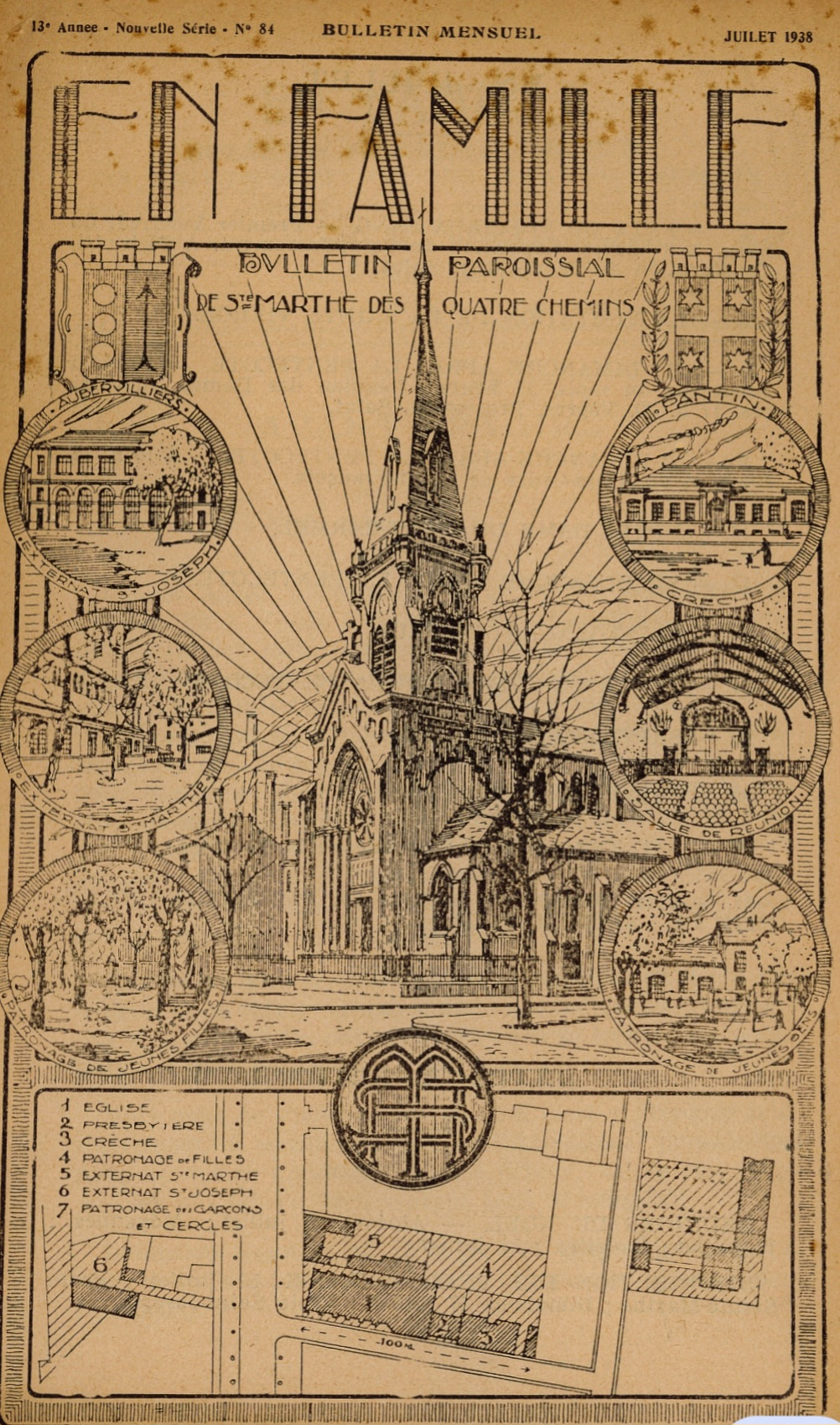
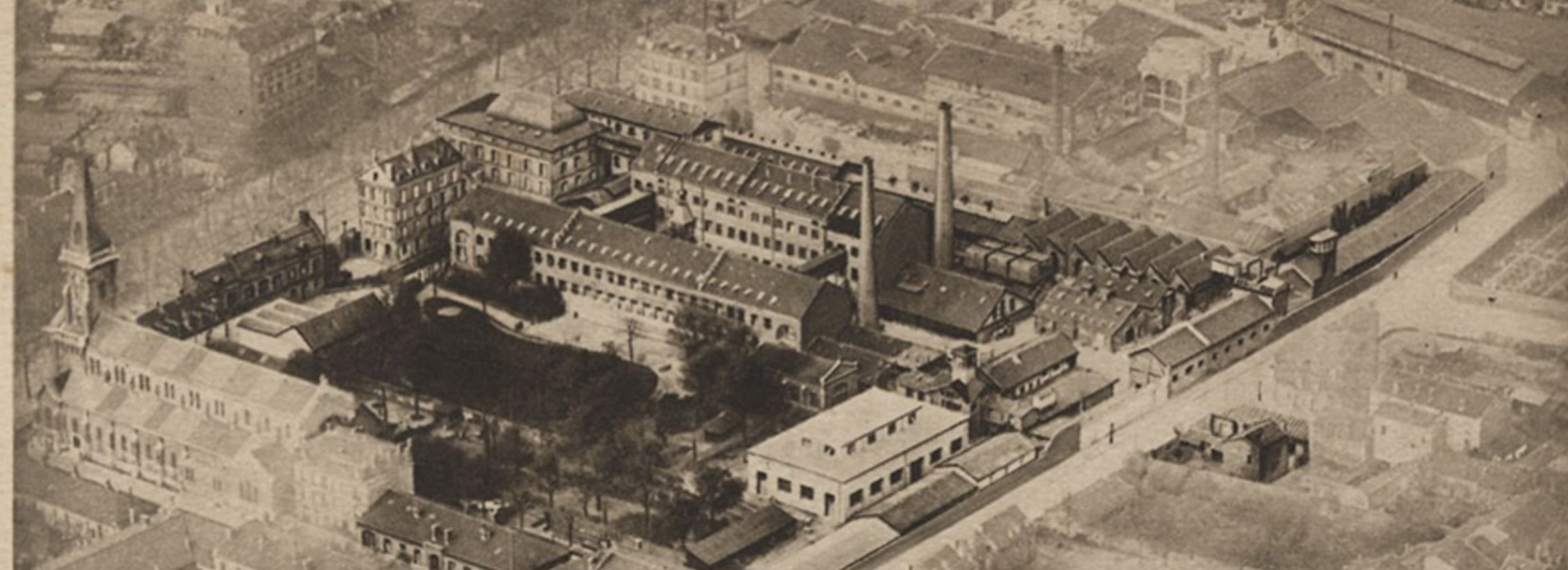
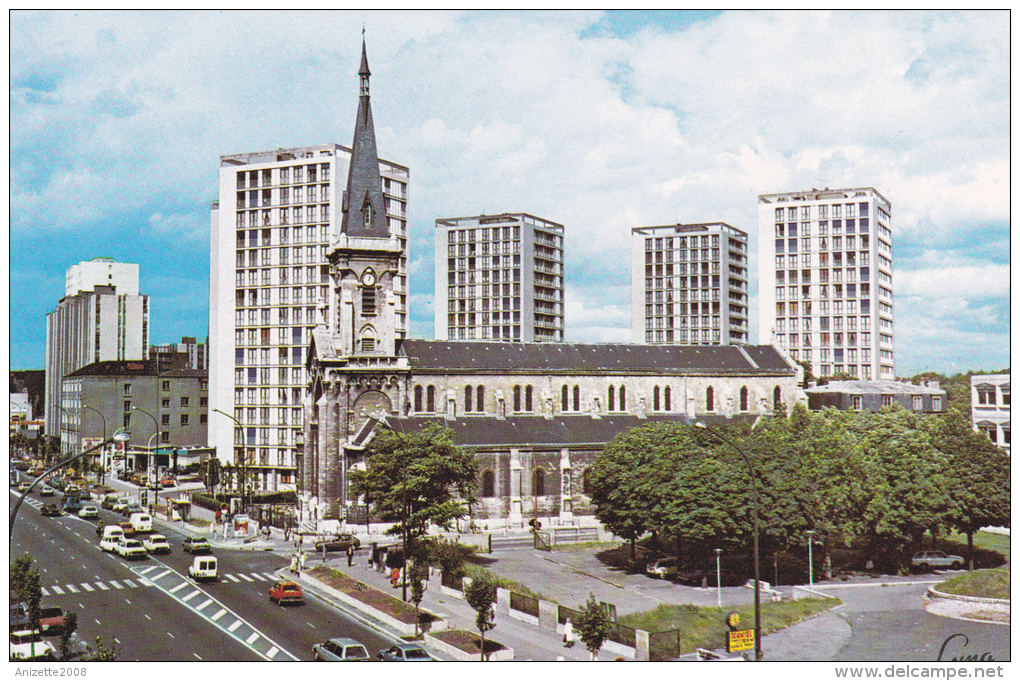

En 1966 a été célébré le centenaire des écoles Saint-Joseph et Sainte-Marthe par une Messe solennelle le 30 janvier présidée par Pierre Veuillot, archevêque-coadjuteur de Paris, et un grand banquet le 20 février sous la présidence de l'évêque-archidiacre Jacques Le Cordier. En 1998 est célébré l'achèvement de la construction de l'église Sainte Marthe des Quatre-Chemins, avec une exposition, deux concerts  les vendredi 16 et 23 octobre et la célébration de la messe le dimanche 18 octobre par Mgr Olivier de Berranger, évêque de saint-Denis-en-France suivi d'un "repas populaire partagé".
Aujourd'hui, les fidèles de la paroisse se retrouvent pour la messe le dimanche à 10h30. Les activités paroissiales (le catéchisme, l'aumônerie, une antenne du Secours catholique) sont maintenant installées dans l'ancienne Crèche Sainte Elisabeth.
A l'image de la population très diverse du département, l'église accueille également un groupe de prière africain, une communauté catholique chinoise avec la messe le dimanche à 15h et une communauté catholique tamoule avec la messe un dimanche par mois à 12h.
Curés et administrateurs de la paroisse:
- Louis Escalle, curé 1875-1877.
- Charles Vallée, administrateur 1880-1885
- Joseph Delausmosne, curé puis administrateur 1877-1880

De 1879 à 1907, l'église devient chapelle vicariale avec administrateur, en raison de l'opposition des municipalités d'Aubervilliers et Pantin à la constitution d'une nouvelle commune et d'une nouvelle paroisse.
- Nicolas Binz, administrateur 1885-1887
- Charles Gérard, curé de Pantin, administrateur 1893-1898 - Jean Larger, vicaire desservant, 1889-1899

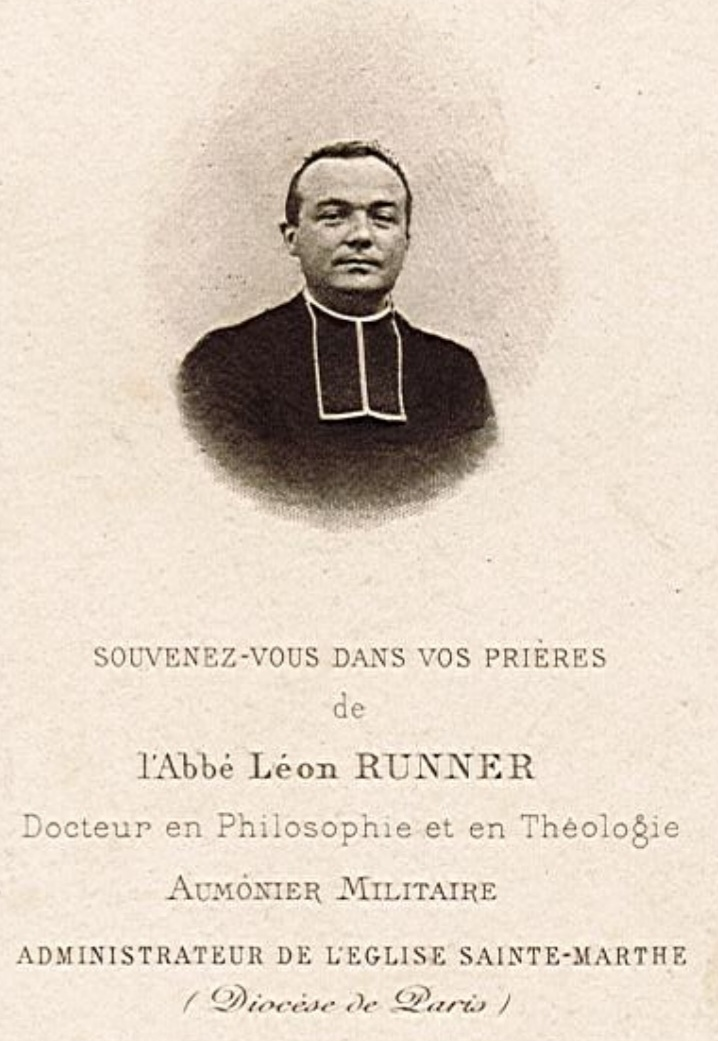
Souvenir de l'abbé Léon Runner +1903

- Souvenir de l'abbé Léon Runner +1903Léon Runner, administrateur 1899-1903. Son visage est sculpté dans le chapiteau de la colonne à droite en entrant dans l'église, sous l'assise de l'orgue. Cet administrateur, en moins de quatre ans, fait édifier la flèche du clocher et installer les grandes orgues, construire le presbytère et les locaux paroissiaux rue des Ecoles (aujourd'hui rue Gabrielle Josserand).
- Eugène Runner, son frère, administrateur puis curé, 1903-1911
- Paul Heymann 1911-1923
- Albert Serpette 1923-1930
- Paul Clarmorgan 1930-1939
- Henri Deleuze 1939-1951
- Yves Broussey 1951-1960
- André Morel 1960-1969
- André Mouchot 1969-1983

La paroisse est confiée à des prêtres eudistes (1983-1991)
- Michel Fresson 1983-1989
- Paul Milcent 1989-1991

Puis la paroisse est confiée à des prêtres piaristes (1991-2020)
- José Pascual Burgués1991-1993Départ des prêtres piaristes le 30 août 2020
- Fransceso Carrero 1993-1998
- Luis Maranon 1998-1999
- Charles Mascaro 1999-2003
- Marius Coly 2003-2009
- Jacques Rieira Figueras 2009-2011
- Guy Parfait Diatta 2011-2019
- Mamby Dominique Basse 2019-2020

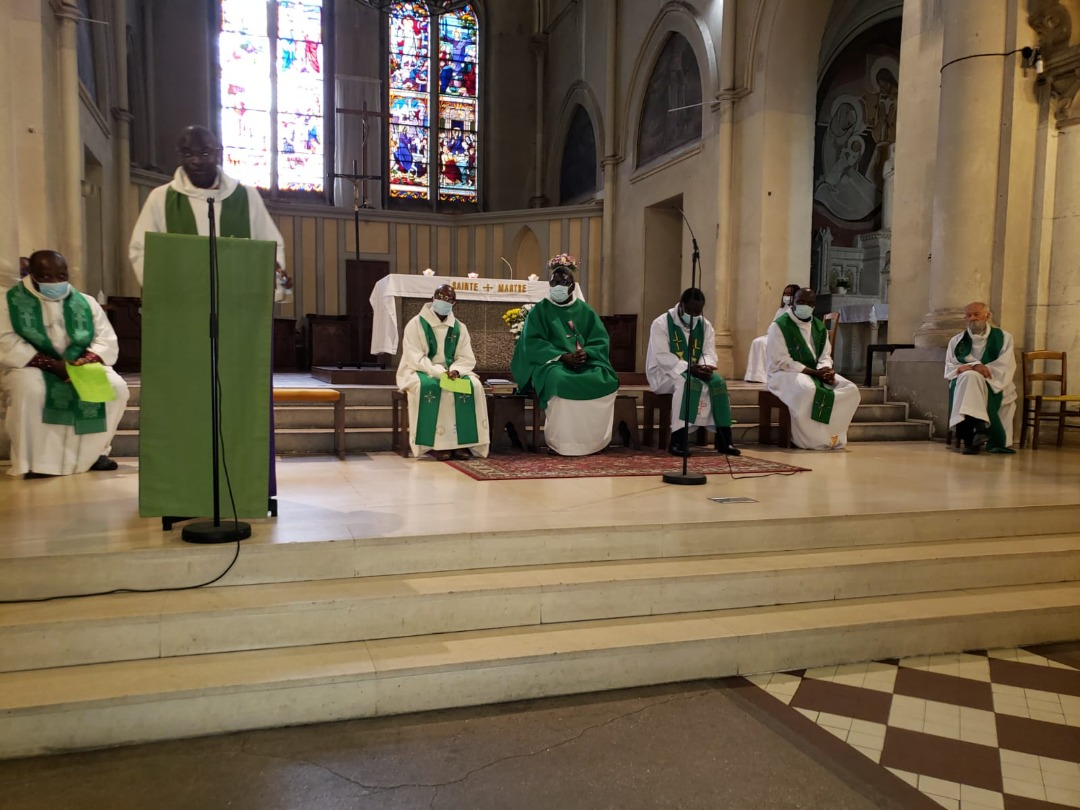
Départ des prêtres piaristes le 30 août 2020

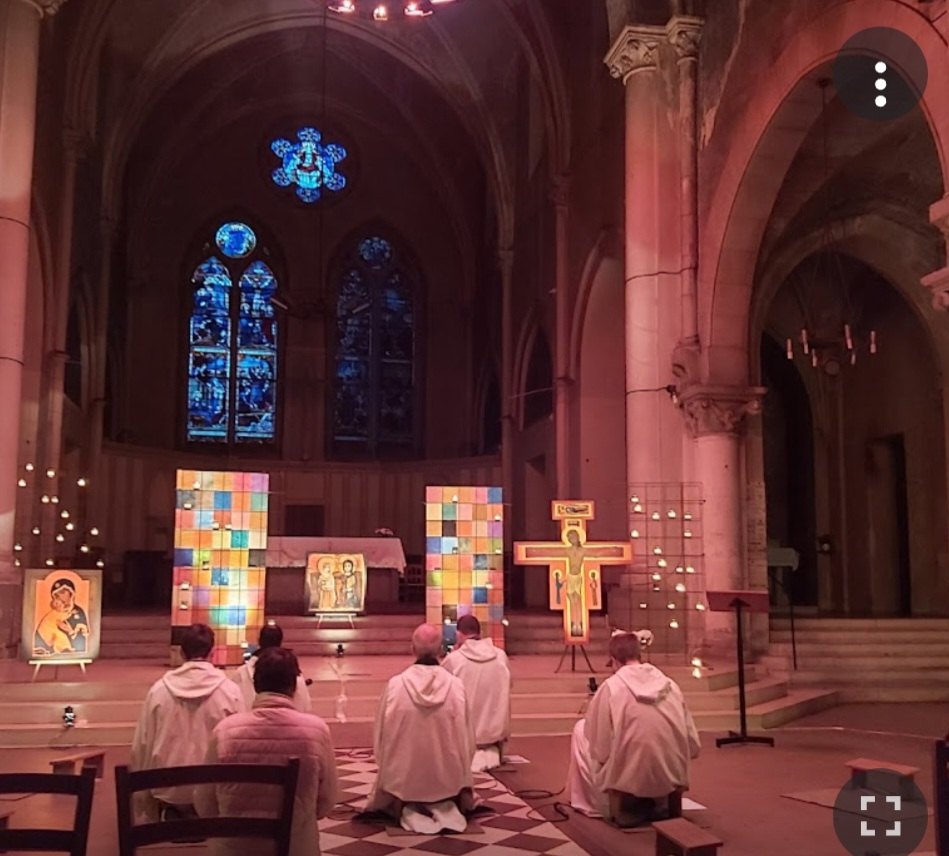
Prière des frères de Taizé

L'évêque de Saint-Denis confie en septembre 2020 aux piaristes une autre paroisse à Bobigny, nomme à Sainte-Marthe un administrateur et y accueille un groupe de frères de Taizé.
- Eugène Richard Ndinga (Owando - République du Congo) administrateur 2020-2021

Depuis septembre 2021, la paroisse est confiée à une équipe de la Fraternité missionnaire des prêtres pour la Ville (FMPV).

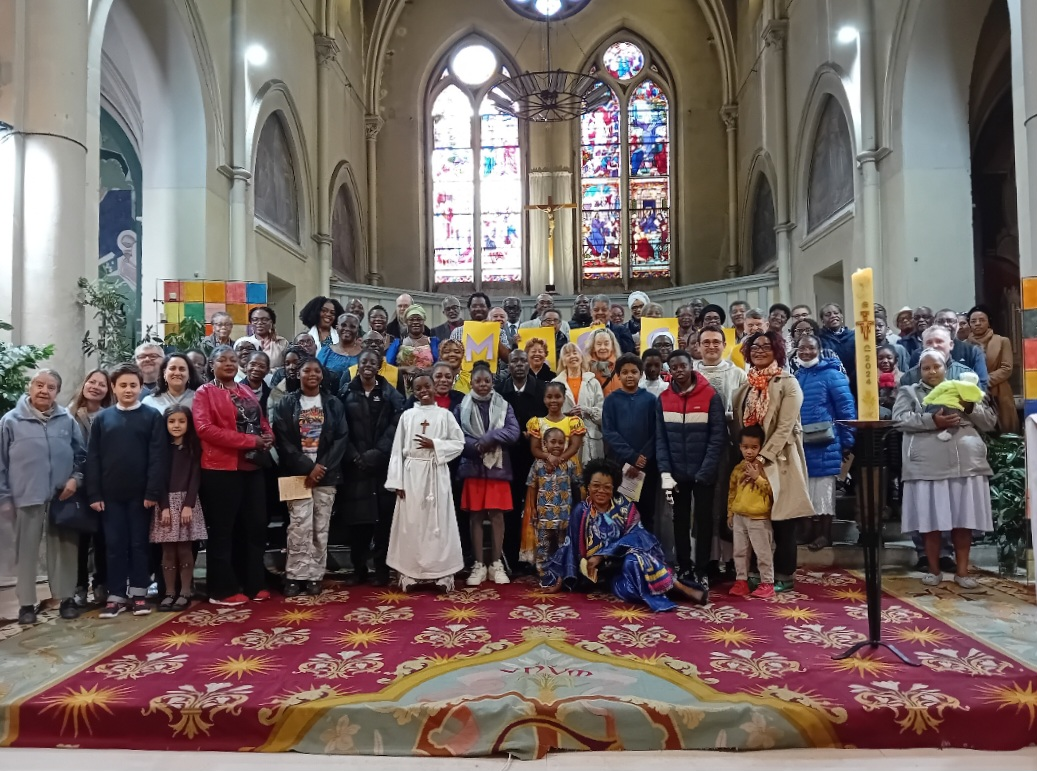
Merci de la paroisse Sainte-Marthe à Mgr Delannoy 14 avril 2024

- Merci de la paroisse Sainte-Marthe à Mgr Delannoy 14 avril 2024François-Xavier Desgrange (Paris) 2021-...

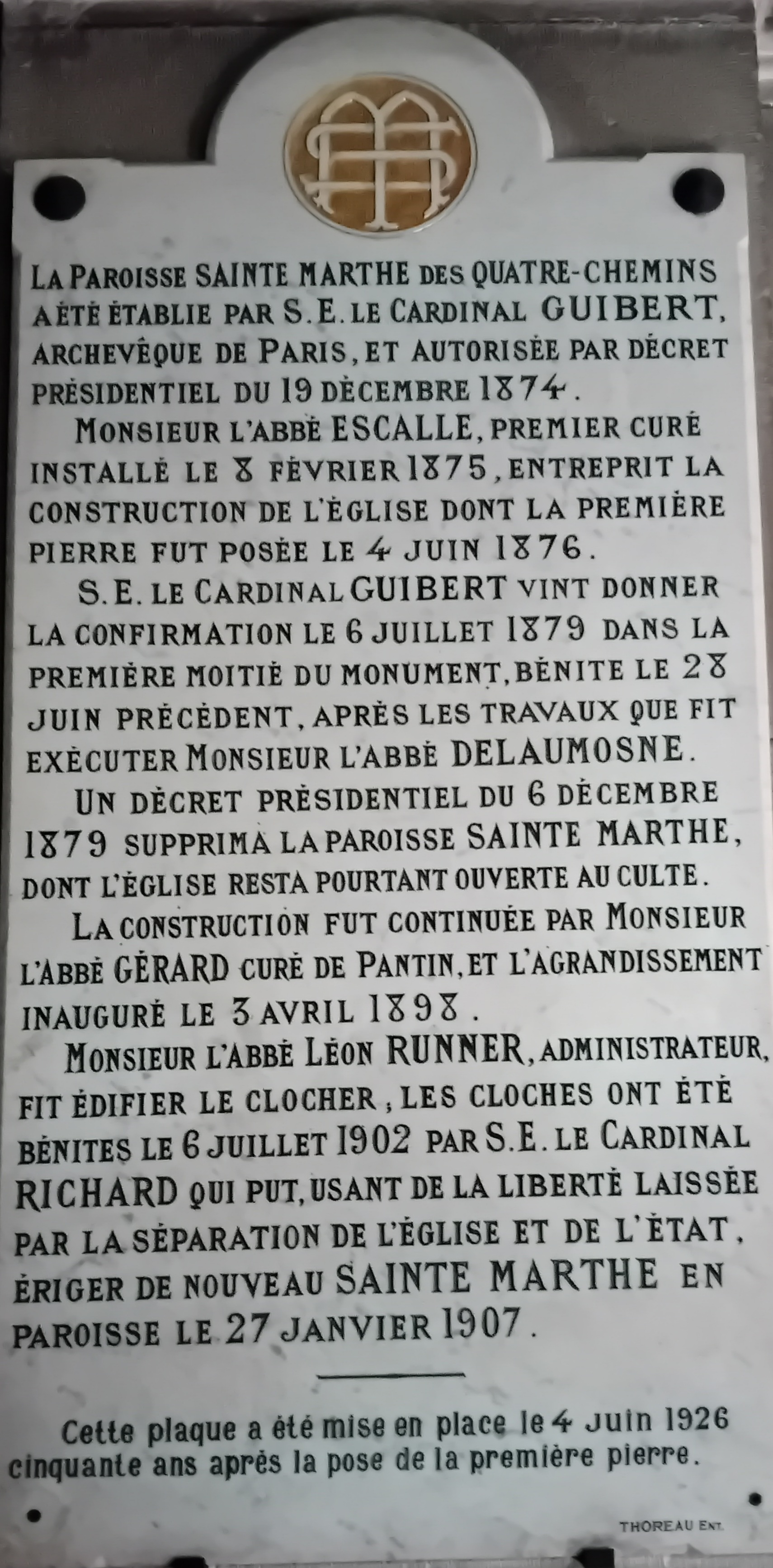
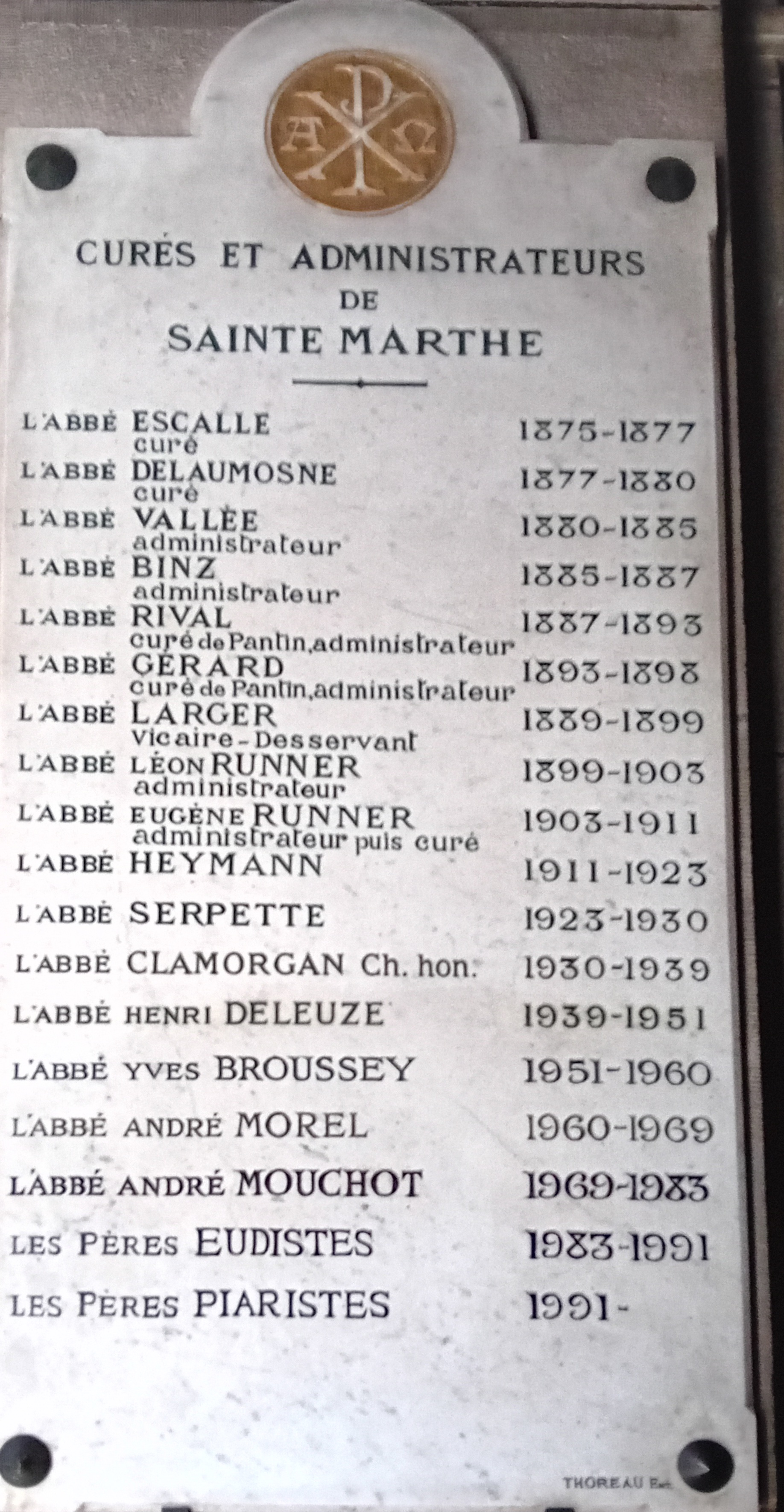
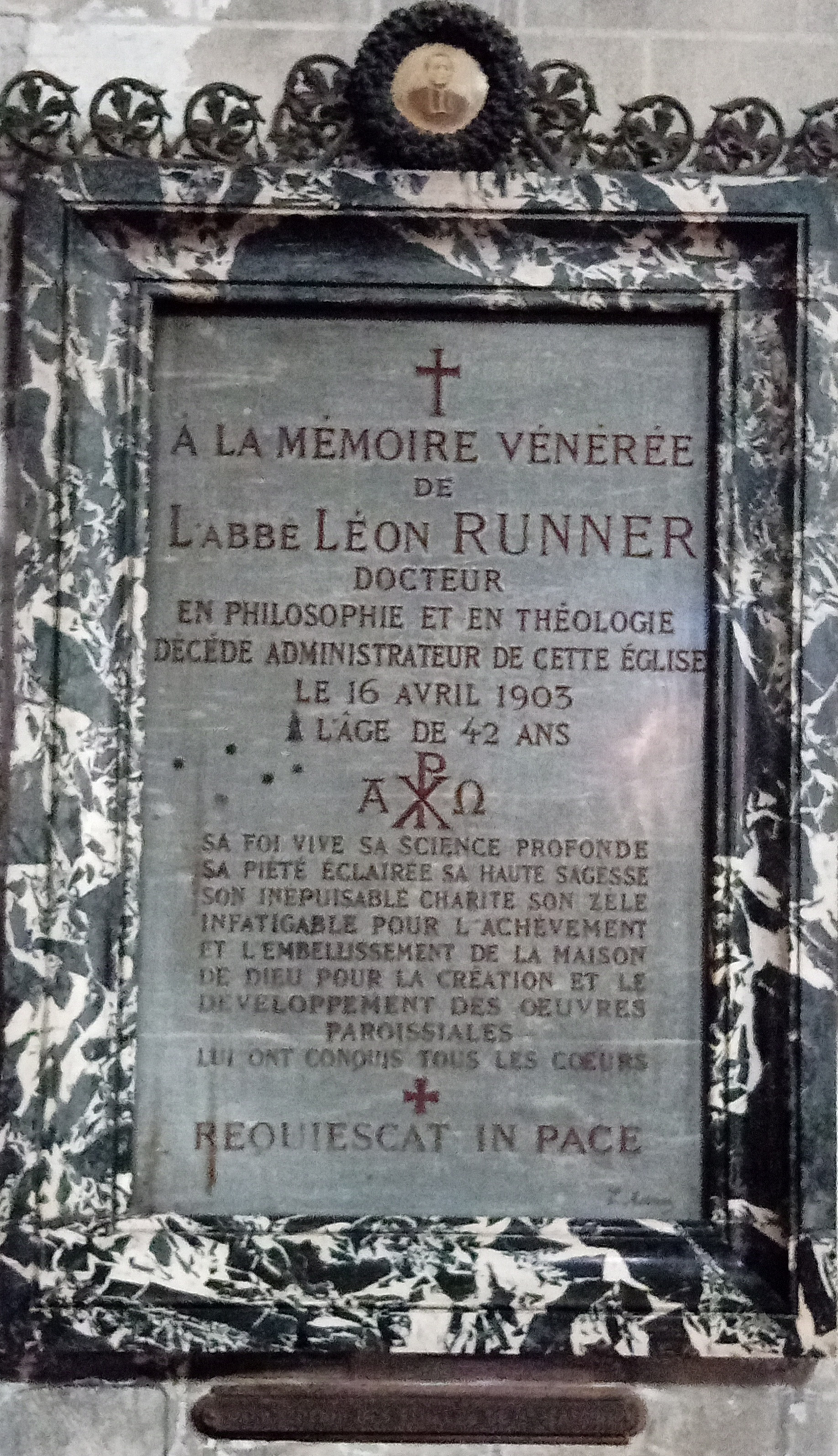
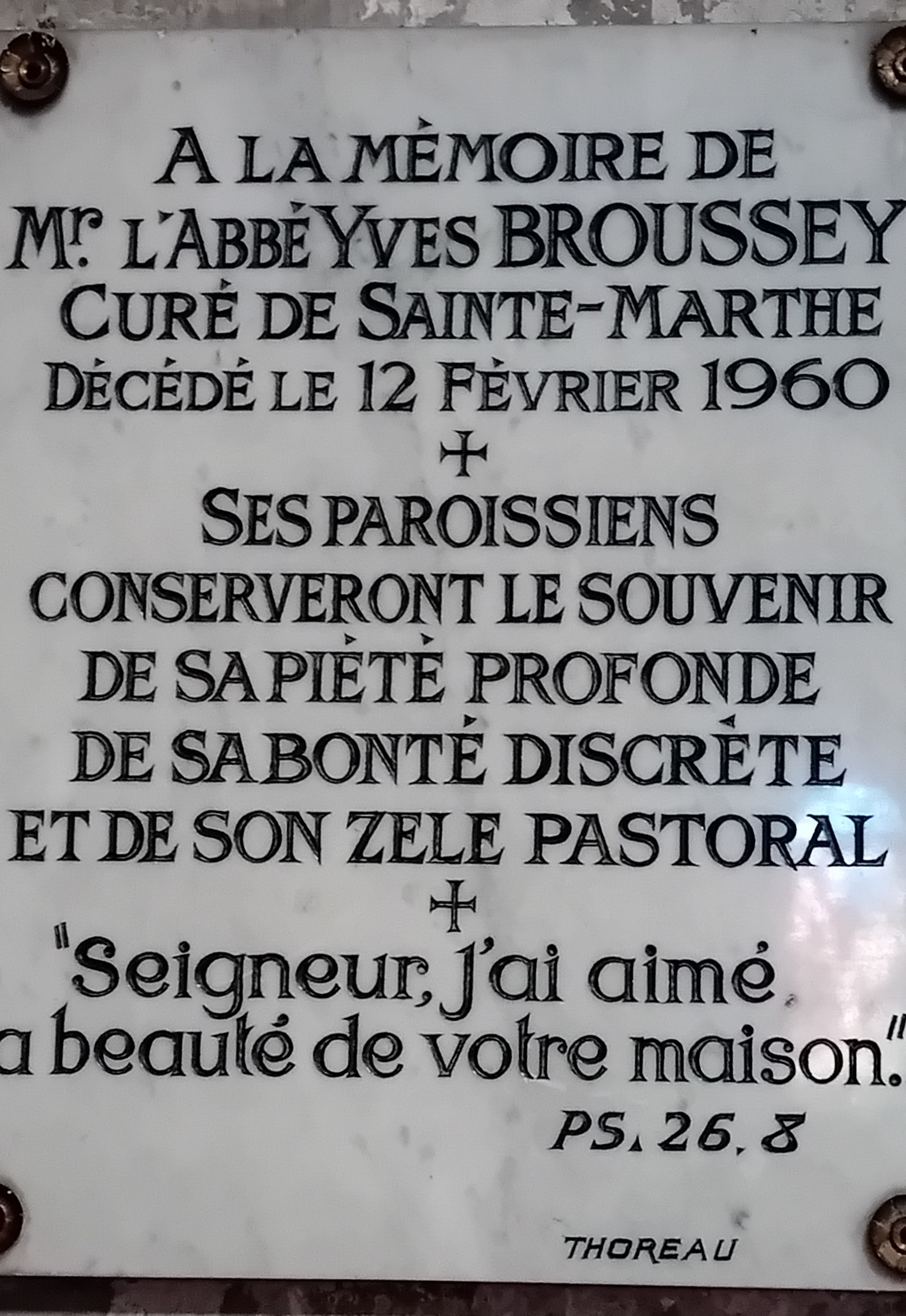